# Вулиці Краматорська
У місті Краматорську офіційно є понад 700 вулиць, 99 провулків, 2 бульвари, 2 площі, 3 проспекти, однак фактично кілька десятків вулиць і провулків не має забудови або не зареєстровані.
Більшість вулиць отримали свої назви в роки масової забудови міста в 1930-х і 1950–1960-х роках. Більше 130 об'єктів були перейменовані 2015–2016 року у рамках декомунізації; більше 300 — в квітні 2023 у рамках деколонізації.
Найдовшою вулицею є проспект Олекси Тихого: від Артемівського переїзду до кінця забудови (ріг вулиці Антонова у радгоспі Ясногорівський) 7,7 км.

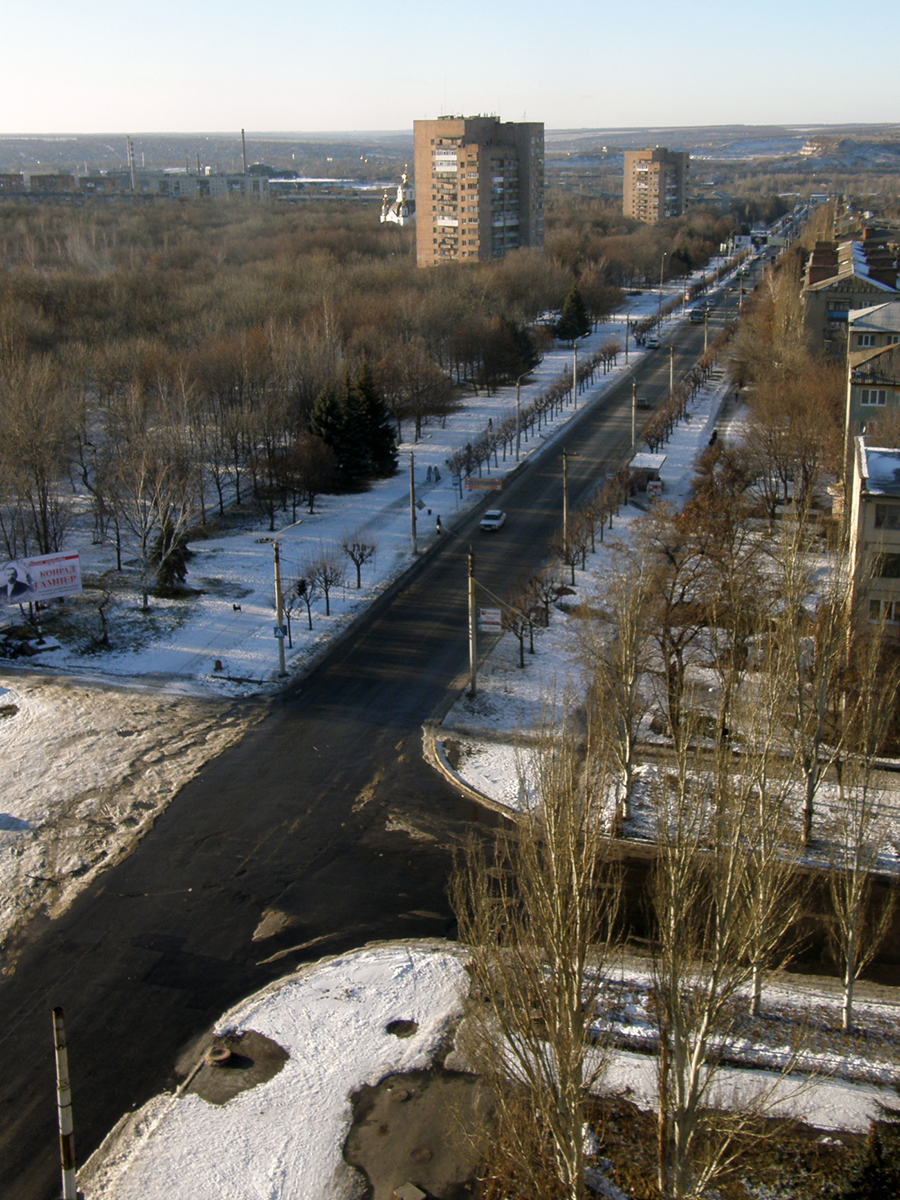
вул. Паркова вниз від вул. Ярослава Мудрого
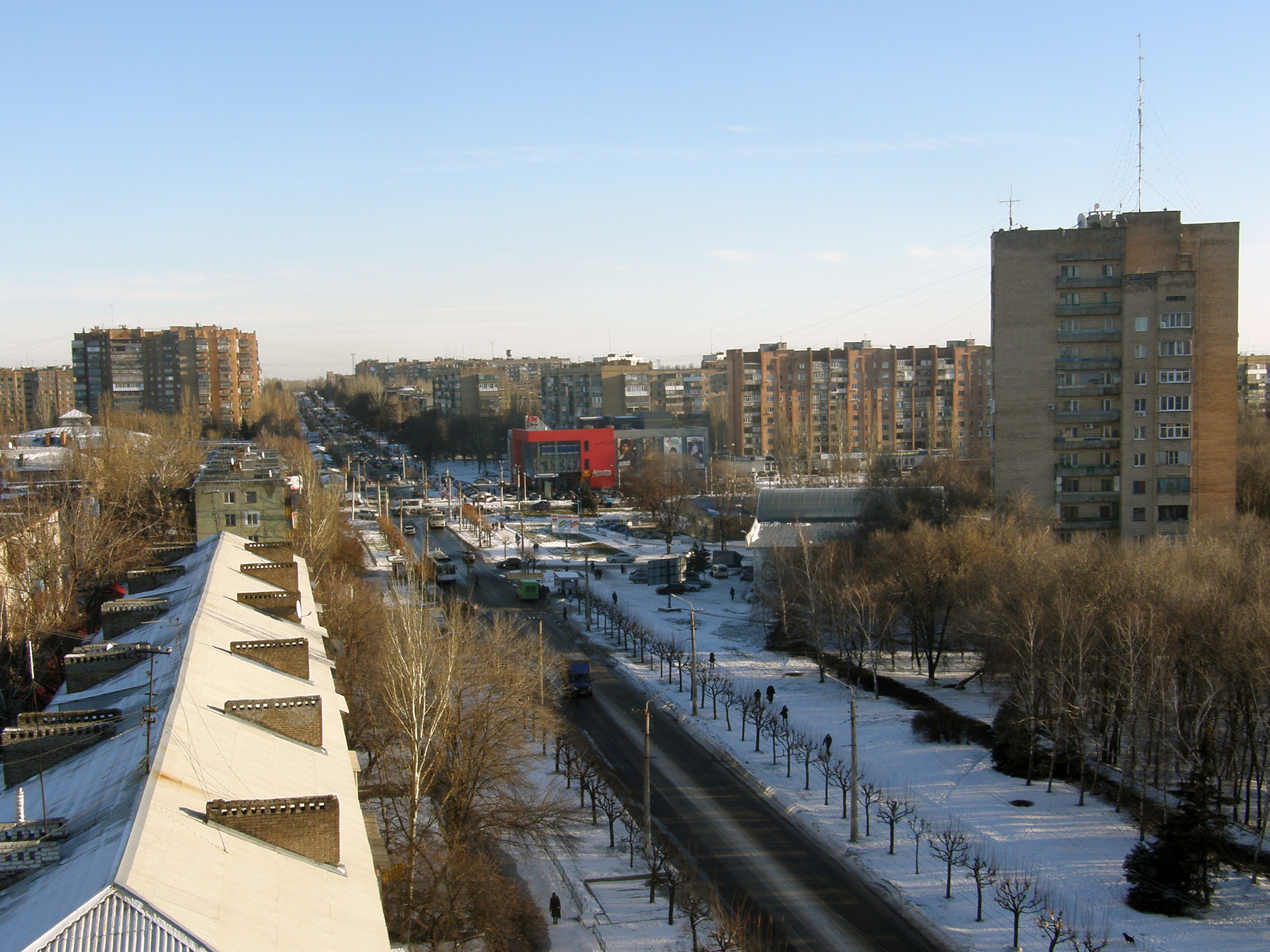
вул. Паркова вгору з перетином вул. Ювілейної
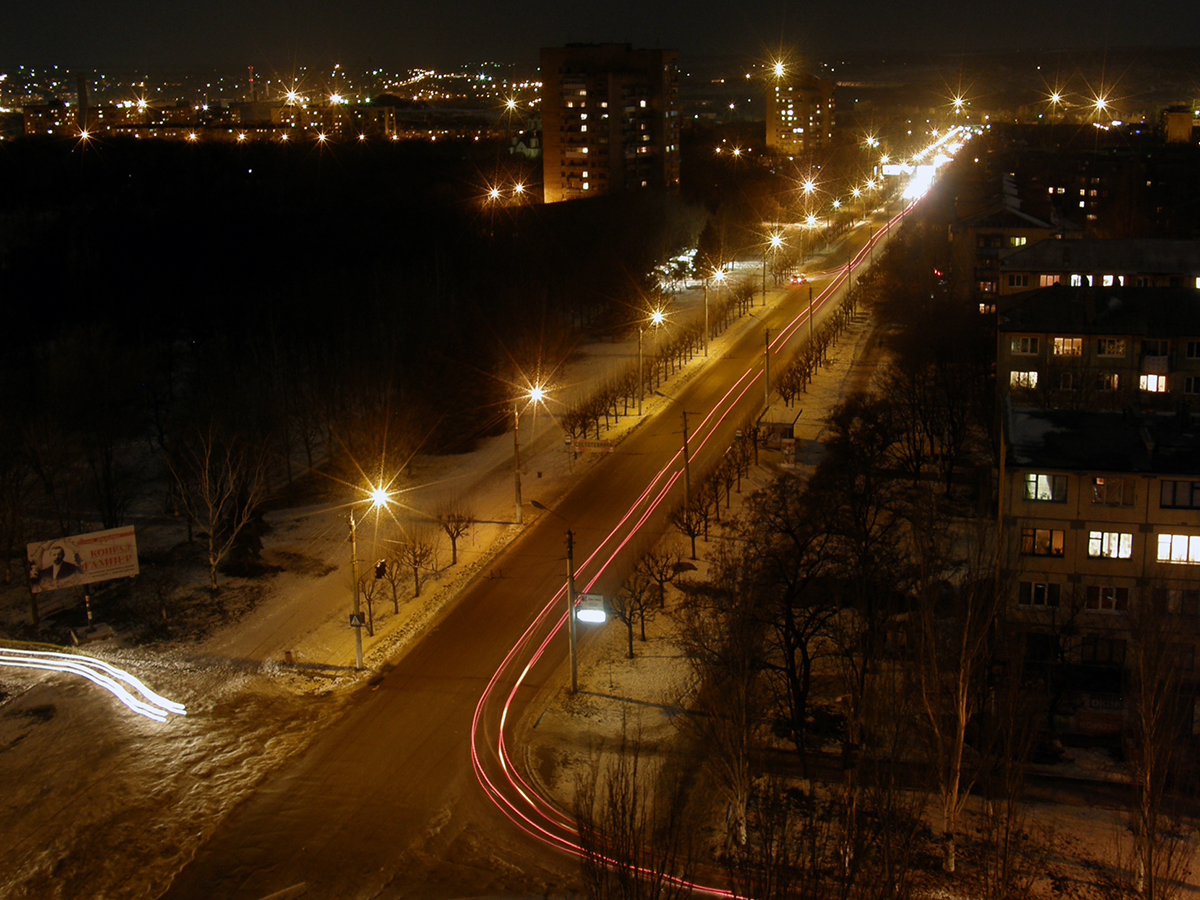
вул. Паркова вниз від вул. Ярослава Мудрого вночі
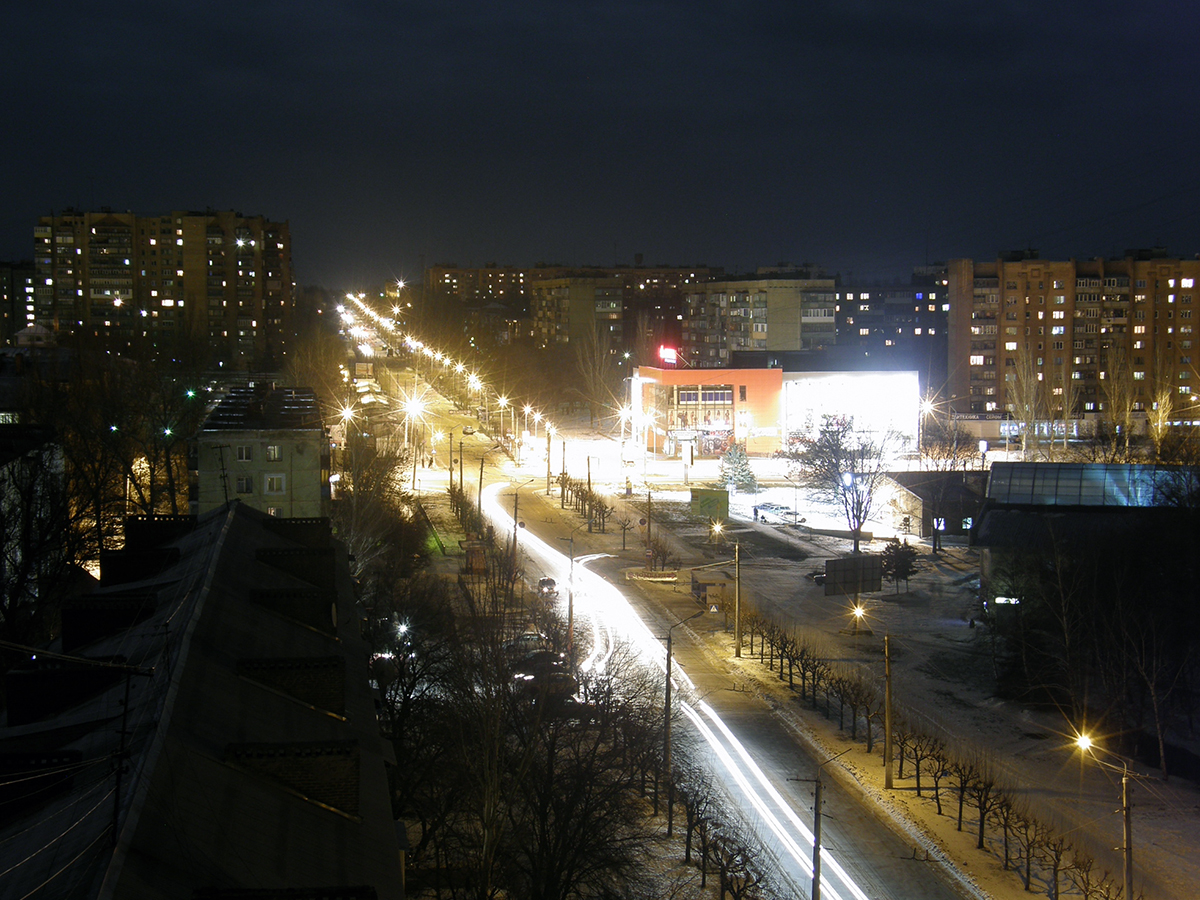
вул. Паркова вгору з перетином вул. Ювілейної вночі
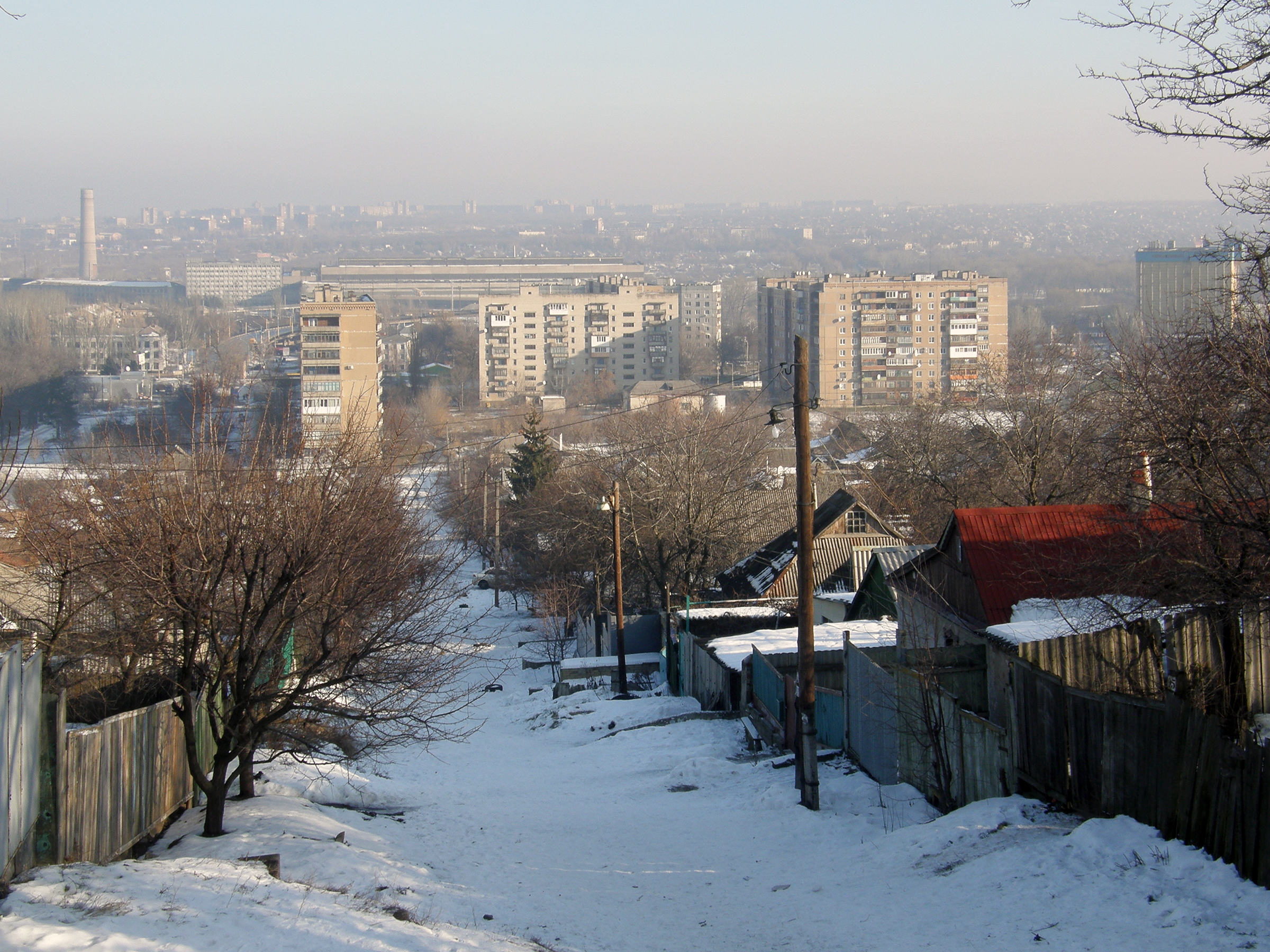
вул. Людмили Хохленко
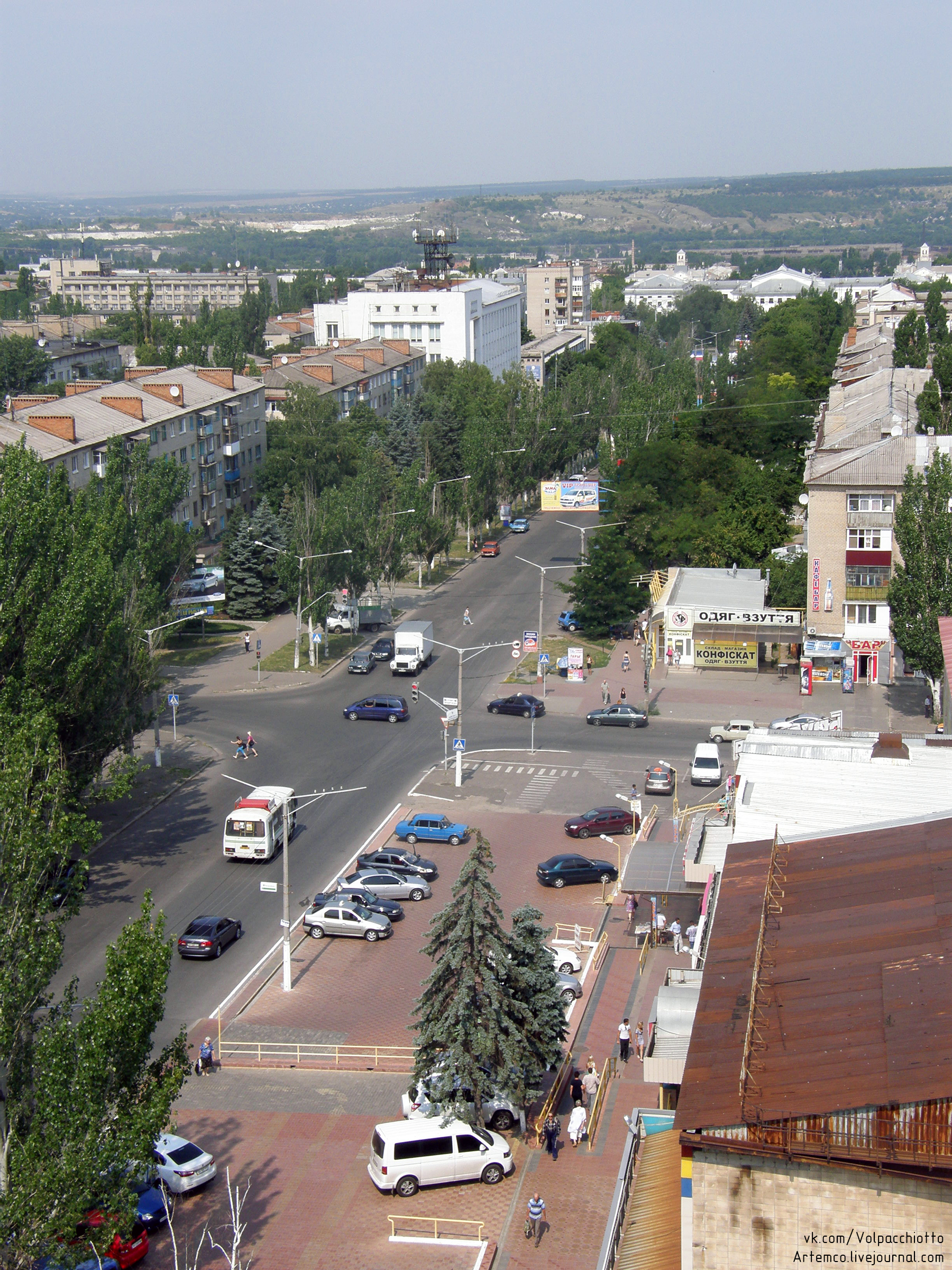
просп. Незалежності вниз від перехрестя з вул. Ярослава Мудрого
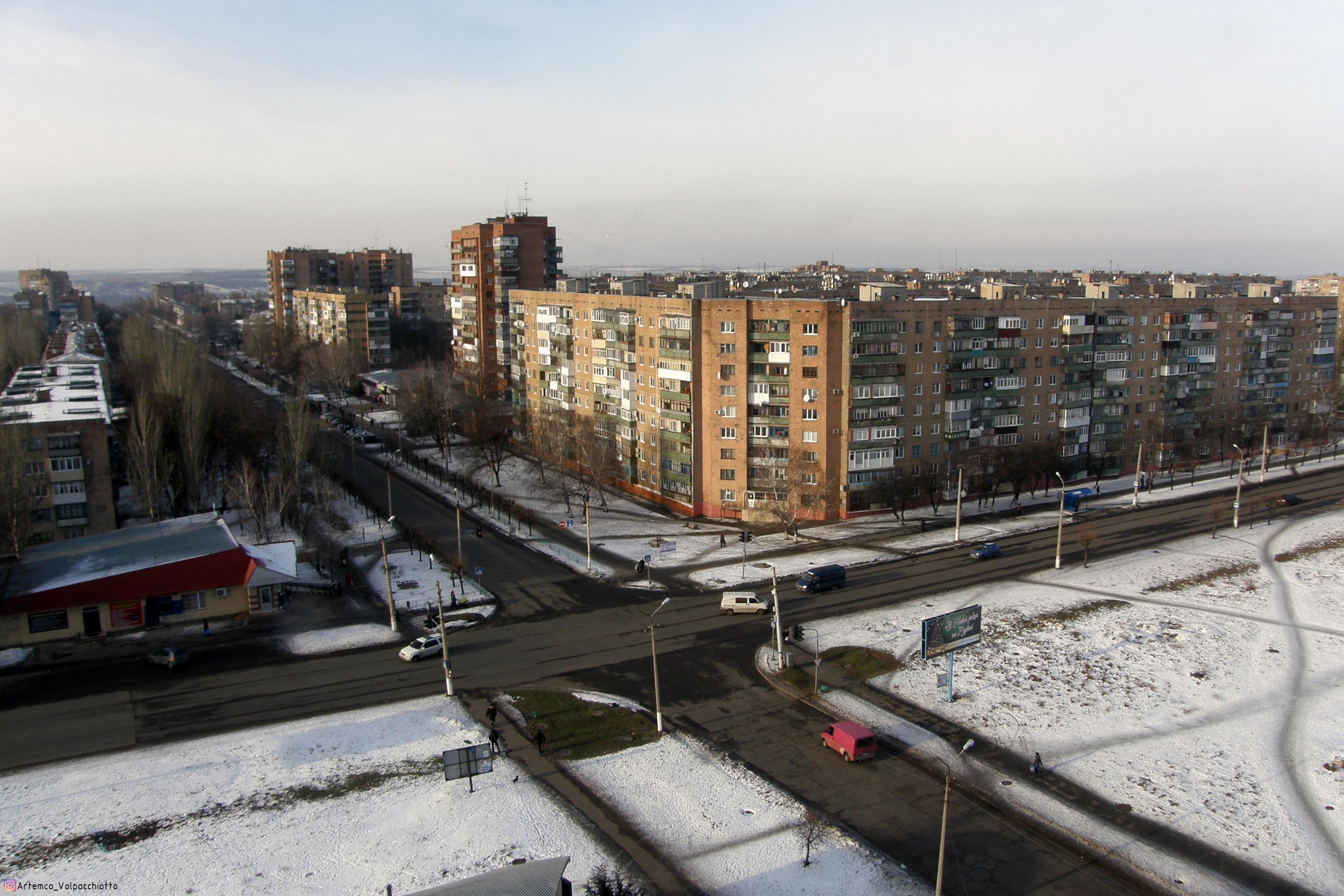
ріг Паркової і бульвара Краматорського
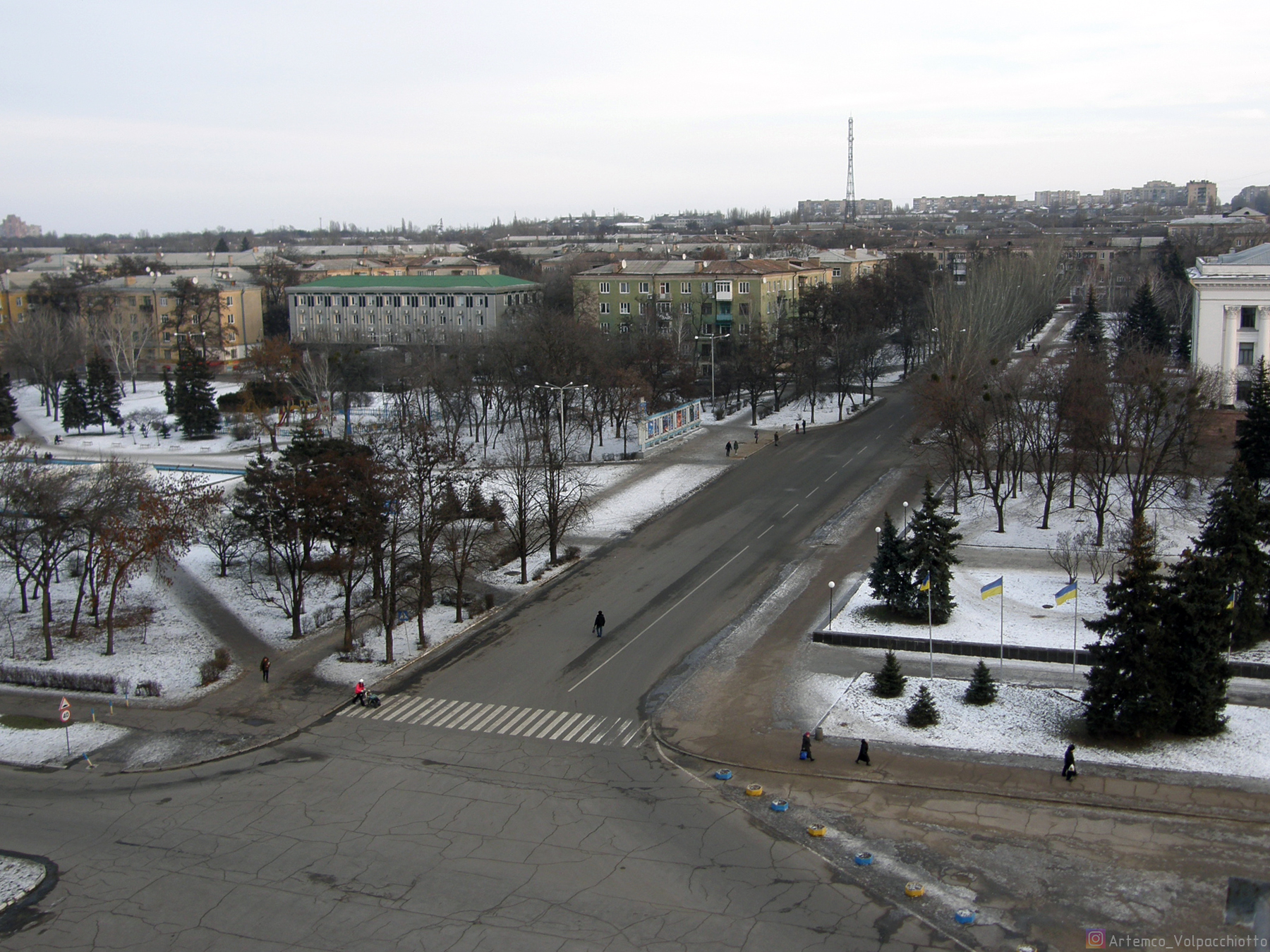
північна проїзна частина площі Миру
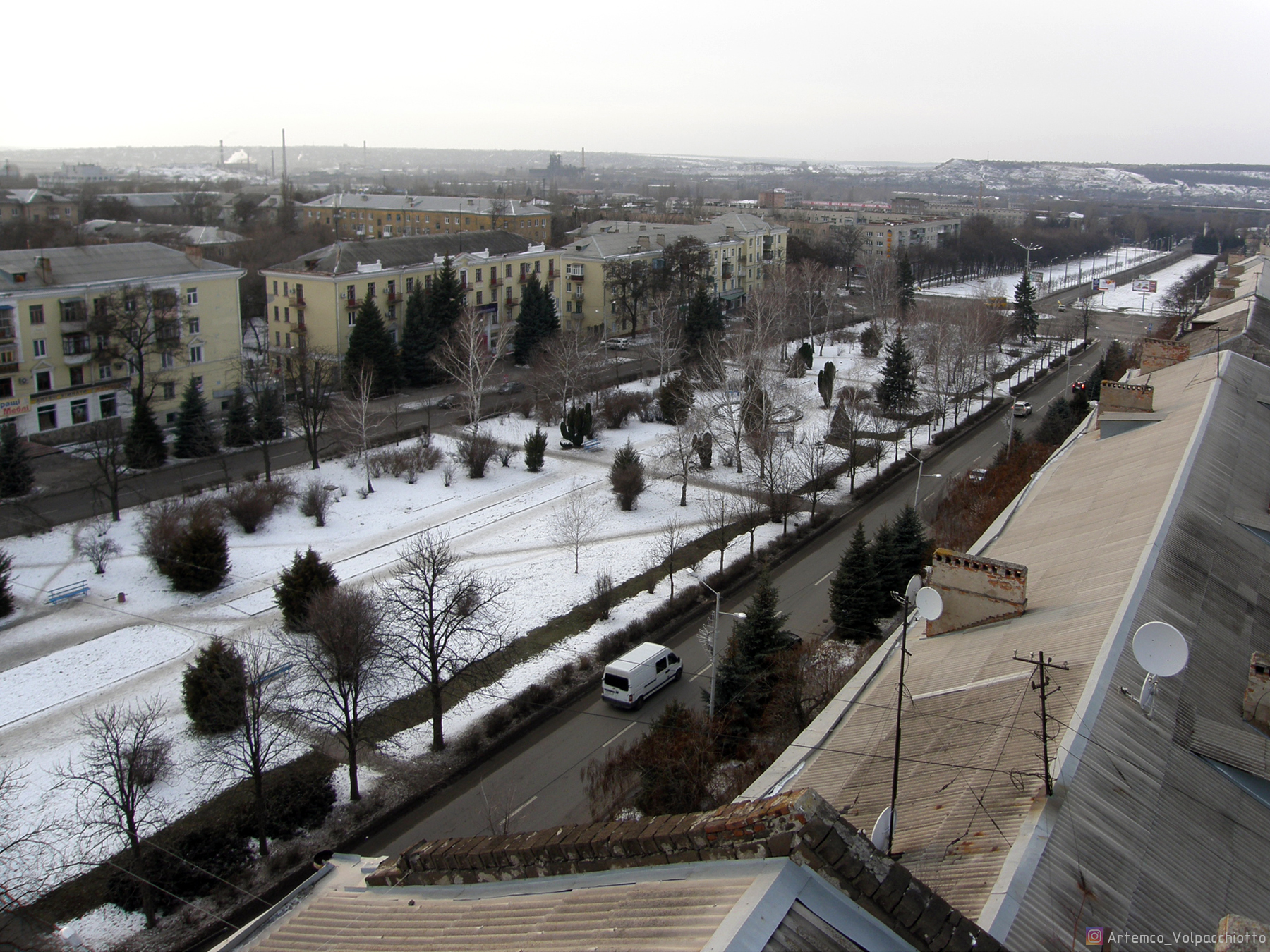
просп. Миру
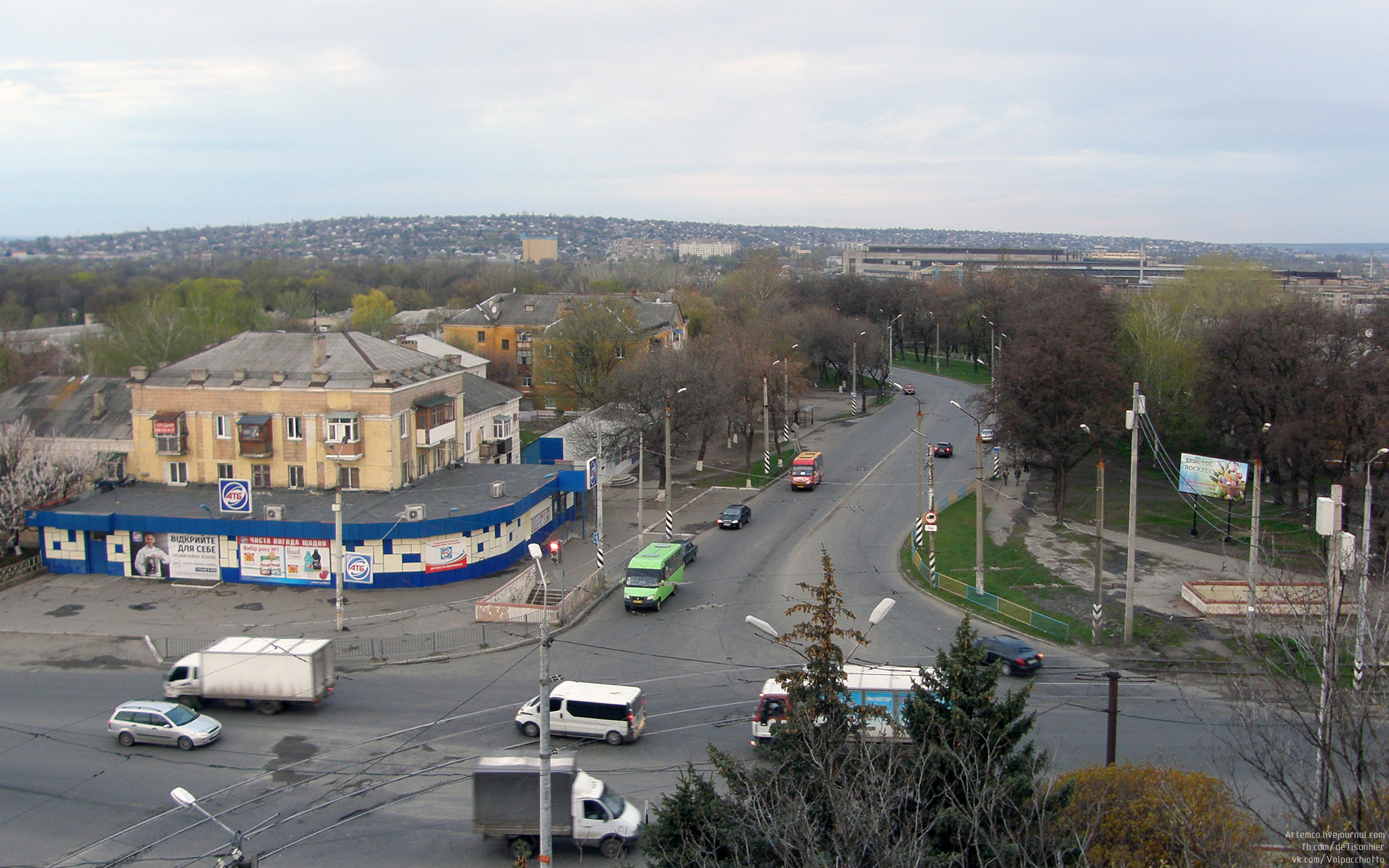
Вул. Конрада Гампера від вул. Олекси Тихого
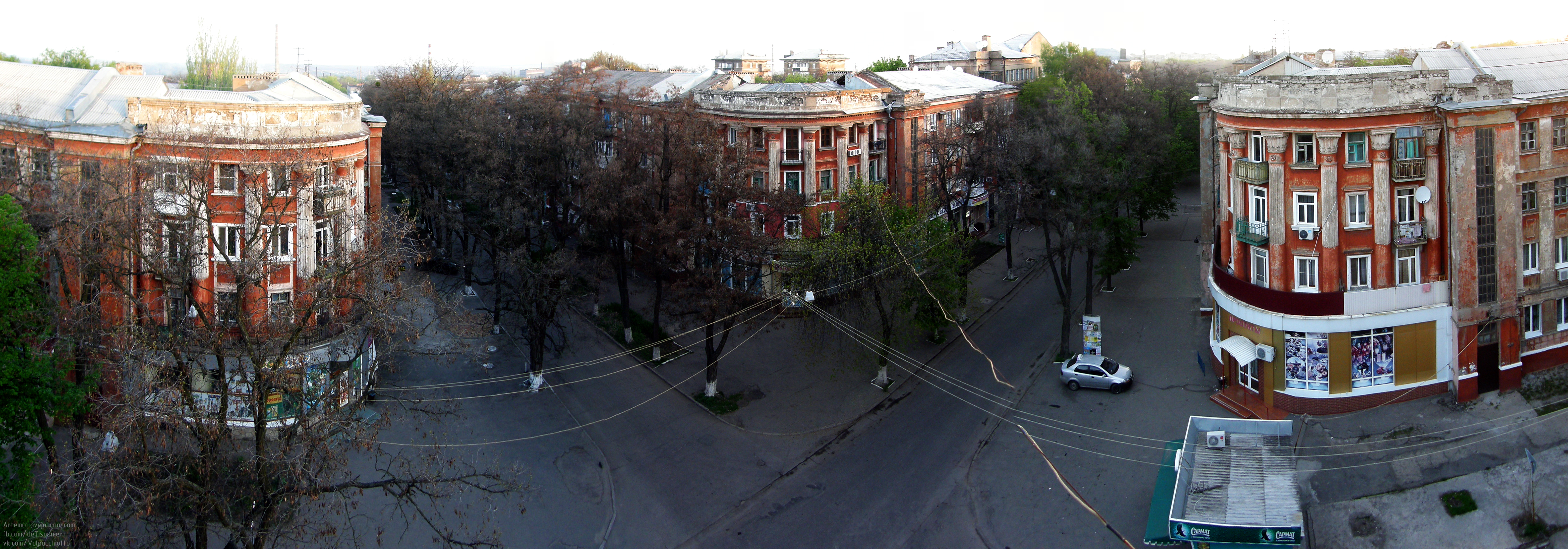
ріг вулиць Академічної та Леонтовича

| умовні позначення                               | умовні позначення |
| ----------------------------------------------- | ----------------- |
| існує                                           | вулиця            |
| існує, але не зареєстрована у чинних документах | площа             |
| зареєстрована, але не забудована                | вулиця            |
| (зниклий)                                       | провулок          |

| назва                          | тип      | район                                                               | примітка |  |
| ------------------------------ | -------- | ------------------------------------------------------------------- | --- |  |
| #                              |          |                                                                     | |  |
| 1 Травня                       | вулиця   | Старе місто                                                         | |  |
| 5 Липня                        | вулиця   | Соцмісто                                                            | 5 липня 2014 — День звільнення Краматорська від проросійських терористів. До 19/II/2016 Лагоди. |  |
| 8 Березня                      | вулиця   | Іванівка                                                            | |  |
| 8 Травня                       | вулиця   | Алісівка                                                            | до 19/IV/2023 8 Марта |  |
| 9 Травня                       | вулиця   | Красногірка                                                         | |  |
| 9 Січня                        | вулиця   | Артемівське                                                         | |  |
| 14 жовтня                      | провулок | Ясногірка                                                           | до кінця 1957 Шевченка; 1/I/1958–19/IV/2023 Ярославський |  |
| 40 років Перемоги              | вулиця   | Степове                                                             | |  |
| 50 років Перемоги              | вулиця   | Степове                                                             | |  |
| А                              |          |                                                                     | |  |
| Абая                           | вулиця   | Біленька                                                            | Колишня Шкільна. По вулиці розташована школа № 34. |  |
| Абрикосова                     | вулиця   | Малотаранівка                                                       | колишня Жданова |  |
| Авангардна                     | вулиця   | Іванівка                                                            | |  |
| Авіаційна                      | вулиця   | Новий Світ                                                          | |  |
| Автомобілістів                 | вулиця   | Біленька                                                            | до 19/IV/2023 Єнісейська |  |
| Адамова                        | вулиця   | Біленька                                                            | С. Ю. Адамов — поміщик, засновник села Біленька (XVIII ст.). До 20/XII/2015 Артемівська. |  |
| Аджарська                      | вулиця   | Біленька                                                            | колишня Матросова |  |
| Адміністративна                | вулиця   | Доменні                                                             | |  |
| Аеродромна                     | вулиця   | Артемівське                                                         | |  |
| Аероклубна                     | вулиця   | Новий Світ                                                          | Закінчується біля аеродрому, на якому базувався краматорський аероклуб. До 19/II/2016 КІМа. |  |
| Азербайджанська                | вулиця   | Комишуваха                                                          | |  |
| Азовська                       | вулиця   | Мар'ївка                                                            | |  |
| Айвазовського                  | вулиця   | 3е відділення радгоспу Ясногорівський                               | |  |
| Академічна                     | вулиця   | Соцмісто                                                            | По вулиці розташована Донбаська державна машинобудівна академія. До кінця 1957 Хрущова. 1/I/1958—19/II/2016 Шкадінова. М. І. Шкадінов — голова Краматорської ради в 1917–1919. |  |
| Акацієва                       | вулиця   | Старе місто                                                         | до 19/IV/2023 Черняховського |  |
| Алейна                         | вулиця   | Старе місто                                                         | |  |
| Алматинська                    | вулиця   | Ясногірка                                                           | колишня Рози Люксембург; до 19/IV/2023 Алма-Атинська |  |
| Родини Алчевських              | вулиця   | Старе місто                                                         | до 19/IV/2023 Водоп'янова |  |
| Альпійська                     | вулиця   | Красногірка                                                         | до 19/IV/2023 Суворова |  |
| Миколи Амосова                 | вулиця   | Шабельківка                                                         | колишня Набережна; до 19/IV/2023 Сочинська |  |
| Авіаконструктора Антонова      | вулиця   | радгосп Ясногорівський                                              | до 19/IV/2023 Баженова |  |
| Асканійська                    | вулиця   | Жовтневе                                                            | до 19/IV/2023 Пржевальського |  |
| Астрономічна                   | вулиця   | Веселе                                                              | |  |
| Дмитра Афанасьєва              | вулиця   | Красногірка                                                         | Д. Афанасьєв — доброволець з Красногірки, який загинув в АТО. До 12/I/2016 Скрипника. |  |
| Б                              |          |                                                                     | |  |
| Бавовняна                      | вулиця   | Старе місто                                                         | до 19/IV/2023 Спартаківська |  |
| Багряна                        | вулиця   | Біленька                                                            | спершу Холмиста |  |
| Байдарська                     | вулиця   | Жовтневе                                                            | |  |
| Байрачний                      | провулок | Біленька                                                            | |  |
| Балаклавська                   | вулиця   | Жовтневе                                                            | |  |
| Балашівська                    | вулиця   | Красноторка                                                         | колишня Тельмана |  |
| Балтійська                     | вулиця   | Малотаранівка                                                       | до кінця 1957 Будьонного |  |
| Бантиша                        | вулиця   | Комишуваха                                                          | Василь Бантиш — поміщик, власник маєтку Комишуваха. До 19/IV/2023 Самаркандська |  |
| Барвиста                       | вулиця   | Красноторка                                                         | колишня Димитрова; до 20/I/2016 Примакова |  |
| Барвінківська                  | вулиця   | Малотаранівка                                                       | колишня Будьонного |  |
| Барвінкова                     | вулиця   | Ясногірка                                                           | до кінця 1957 Хрущова; 1/I/1958–1958–19/IV/2023 Волховська |  |
| Барикадний                     | провулок | Іванівка                                                            | |  |
| Бахмутська                     | вулиця   | Біленька, Верстатобуд                                               | до 19/IV/2023 Архангельська |  |
| Марії Башкірцевої              | вулиця   | Красногірка                                                         | до 19/IV/2023 Ушакова |  |
| Бельгійський                   | провулок | Красноторка                                                         | Краматорський цементний завод «Пушка» був спільним російсько-бельгійським підприємством. До кінця 1957 Дачний; 1/I/1958–19/IV/2023 Бійський. |  |
| Бердянська                     | вулиця   | Партизанський                                                       | колишня Бородіно, до 19/IV/2023 Єсеніна |  |
| Берегового                     | провулок | Прокатників                                                         | |  |
| Березнева                      | вулиця   | Алісівка                                                            | до 19/IV/2023 Ювілейна |  |
| Березова                       | вулиця   | Біленька                                                            | |  |
| Березова                       | вулиця   | Шабельківка                                                         | |  |
| Берестечка                     | вулиця   | Жовтневе                                                            | колишня Єнакієвська; до 19/IV/2023 Ярославська |  |
| Бетховена                      | вулиця   | Привілля                                                            | до 19/IV/2023 Бестужева |  |
| Леоніда Бикова                 | вулиця   | Лазурний                                                            | Леонід Биков — актор і режисер, який виріс у Краматорську. В 1989–12/VII/2006 Бикова. |  |
| Бібліотечна                    | вулиця   | Шабельківка                                                         | колишня Шкільна; до 3/VI/2016 Полєтаєва |  |
| Біленьківська                  | вулиця   | Біленька, Лазурний                                                  | колишня Широка, Центральна; до 19/IV/2023 Бєляєва |  |
| Миколи Білоброва               | вулиця   | Новий Світ                                                          | М. Ф. Білобров (1906-1970) — головний лікар міської лікарні № 3 в 1950–1988. До 19/II/2016 26 Червня |  |
| В. Білого                      | вулиця   | Малотаранівка                                                       | Василь Білий — уродженець селища, який загинув у 2014 в АТО. Колишня Котовського; до 20/I/2016 Гая . |  |
| Білогорська                    | вулиця   | (Новоселівка) Василівка                                             | |  |
| Білокузьминівська              | вулиця   | Семенівка                                                           | Дорога в Білокузьминівку. До 19/IV/2023 Школьная. По улице размещалась школа. |  |
| Катерини Білокур               | вулиця   | Іванівка                                                            | до 19/II/2016 Клари Цеткін |  |
| Білоцерківська                 | вулиця   | Партизанський                                                       | колишня Підгірна; до 19/IV/2023 Красноярська |  |
| Білянська                      | вулиця   | Петрівка                                                            | від старої назви села Петрівка |  |
| Бірюзова                       | вулиця   | Малотаранівка                                                       | колишня Луначарського |  |
| Благодатна                     | вулиця   | Новий Світ                                                          | Забудова с 1937. До 19/II/2016 12 Грудня |  |
| Богородична                    | вулиця   | Новий Світ                                                          | Возле вулиці розташована церква Різдва Богородиці. До 19/II/2016 Димитрова. |  |
| Івана Богуна                   | вулиця   | Ясна Поляна                                                         | колишня Богдана Хмельницького |  |
| Сергія Борзенко                | площадь  | Соцмісто                                                            | Сергій Борзенко — військовий кореспондент, Герой Радянського Союзу, в 1932–1934 редактор газети «Краматорська правда», редакція якої була розташована на площі |  |
| Борова                         | вулиця   | Красногірка                                                         | до 19/II/2016 Бадаєва |  |
| Бородянська                    | вулиця   | Новий Світ                                                          | колишня Прудня; до 19/IV/2023 Новгородська |  |
| Братська                       | вулиця   | Ясногірка                                                           | до кінця 1957 Будьонного |  |
| Брюссельська                   | вулиця   | Ясногірка                                                           | до 19/IV/2023 Брусиловича |  |
| Бугайова                       | вулиця   | Іванівка                                                            | полковник А. Г. Бугайов (1906—1943) — командир 5ї окремої гвардійської мотострілкової бригади, що брала участь у звільненні міста у вересні 1943 |  |
| Будаєва                        | вулиця   | Старе місто                                                         | І. Будаєв, що жив на цій вулиці — один із авторів газети СКМЗ «Машиностроитель», червоноармієць, вінницький підпільник. До V/1964 Крайня. |  |
| Будівельна                     | вулиця   | Жовтневе                                                            | |  |
| Бузкова                        | вулиця   | Малотаранівка                                                       | до 20/I/2016 Бубнова |  |
| Буковинська                    | вулиця   | Ясна Поляна                                                         | |  |
| Бурштинова                     | вулиця   | Веселе, Абазівка                                                    | до 19/II/2016 Благоєва |  |
| Бучанська                      | вулиця   | Соцмісто                                                            | до 19/IV/2023 Краснодонська |  |
| В                              |          |                                                                     | |  |
| Володимира Вакуленка           | вулиця   | Малотаранівка                                                       | Володимир Вакуленко — дитячий поет і письменник з Ізюма, вбитий російськими окупантами в 2022. Колишня Горького; до 19/IV/2023 Маршака. |  |
| Ванди                          | провулок | Біленька                                                            | до початку 1970-х Марко Вовчок; до 20/XII/2015 Ванди Василевської |  |
| Василівська                    | провулок | (Новоселівка) Василівка                                             | до 19/II/2016 Каменєва |  |
| Василя Краматорського          | провулок | Городещине                                                          | Василь Краматорський — краматорський український поет 1923–1931 рр., член товариств «Гарт» і «Забой». До 12/VII/2006 вул. Брюллова; 12/VII/2006—19/IV/2023 пров. Брюллова. |  |
| Василькова                     | вулиця   | Біленька                                                            | |  |
| Велесова                       | вулиця   | Красногірка                                                         | до кінця 1957 Кожедуба; 1/I/1958–19/IV/2023 Невельського |  |
| Велика Садова                  | вулиця   | Старе місто                                                         | |  |
| Великодня                      | вулиця   | Новий Світ                                                          | Сусідня з вул. Різдвяною. До кінця 1957 Ракоші; 1/I/1958–19/IV/2023 Рибінська. |  |
| Великої сімки                  | провулок | Старе місто                                                         | До 19/IV/2023 Тихий. Біля провулка був перший цвинтар Краматорівки. |  |
| Михайла Вербицького            | вулиця   | Жовтневе                                                            | до 19/II/2016 Крупської |  |
| Вербна                         | вулиця   | Шабельківка                                                         | колишня Калініна, позже Акулова |  |
| Вереснева                      | вулиця   | Красногірка                                                         | до 19/IV/2023 3 Вересня на честь перемоги СРСР над Японією в 1945 |  |
| Вернадського                   | вулиця   | Артемівське                                                         | до 12/I/2016 Енгельса |  |
| Верхня                         | вулиця   | Іванівка                                                            | |  |
| Верховинська                   | вулиця   | Біленька                                                            | колишня Чкалова, до 19/IV/2023 Волоколамська |  |
| Весела                         | вулиця   | Веселе                                                              | |  |
| Веселкова                      | вулиця   | Ясногірка                                                           | до 19/IV/2023 Бєлова |  |
| Весняна                        | вулиця   | Поштовий                                                            | |  |
| Ветеранів                      | вулиця   | Біленька                                                            | до кінця 1990-х частина вул. Абая |  |
| Ветеринарна                    | вулиця   | Городещине                                                          | колишня Южна; до 19/IV/2023 Кемеровська |  |
| Вечірня                        | вулиця   | Біленька                                                            | до кінця 1957 Червоноармійська; 1/I/1958–20/XII/2015 Саркісова; 20/XII/2015—19/IV/2023 Саркіса |  |
| Виноградна                     | вулиця   | Шабельківка                                                         | |  |
| Вишгородська                   | вулиця   | Партизанський                                                       | до 12/I/2016 Більшовицька |  |
| Вишиваний                      | провулок | Малотаранівка                                                       | до 20/I/2016 Луначарського |  |
| Вишнева                        | вулиця   | Шабельківка                                                         | колишня Нова |  |
| Вишневський                    | провулок | Красногірка                                                         | |  |
| Вільна                         | вулиця   | Степове                                                             | |  |
| Вільний                        | провулок | Жовтневе                                                            | до кінця 1957 Охровий; 1/I/1958–1958–19/IV/2023 Вітебський |  |
| Вінницька                      | вулиця   | Ясногірка                                                           | |  |
| Павла Вірського                | провулок | Новий Світ                                                          | до кінця 1957 Дунаєвського; в 1958–19/IV/2023 Ангарський |  |
| Вітрякова                      | вулиця   | Ясногірка                                                           | Найближча до Краматорської вітроелектростанції вулиця. До 19/IV/2023 Курчатова. |  |
| Вогнеборців                    | вулиця   | Біленька                                                            | На вулиця розміщалася пожежна частина. До 19/IV/2023 Доватора. |  |
| Водний                         | провулок | Красногірка                                                         | |  |
| Водобаки                       | вулиця   | Жовтневе                                                            | |  |
| Водяна                         | вулиця   | Красноторка                                                         | |  |
| Воїнів-визволителів            | вулиця   | Артемівське                                                         | до 19/II/2016 Чапаєва |  |
| Волинська                      | вулиця   | Малотаранівка                                                       | колишня Маяковського; до 19/IV/2023 Дагестанська |  |
| Волинський                     | провулок | Ясногірка                                                           | до кінця 1957 Хрущова |  |
| Волі                           | вулиця   | Петрівка                                                            | до 19/IV/2023 Пушкіна |  |
| Володимира Великого            | вулиця   | Семенівка                                                           | до 19/IV/2023 Центральна |  |
| Володимирська                  | вулиця   | Малотаранівка                                                       | |  |
| Волонтерів                     | вулиця   | Біленька                                                            | до 19/IV/2023 Тітова |  |
| Волошкова                      | вулиця   | Мар'ївка                                                            | до 19/IV/2023 Заслонова |  |
| Восьмиквартирна                | вулиця   | Соцмісто                                                            | |  |
| Вузький                        | провулок | Жовтневе                                                            | |  |
| Г                              |          |                                                                     | |  |
| Петра Гайдамаки                | вулиця   | Старе місто, Жовтневе                                               | П. Д. Гайдамака — композитор, перший народний артист України родом із Краматорська. До 19/II/2016 Пролетарська. |  |
| Гайдамацька                    | вулиця   | Артемівське                                                         | до 19/IV/2023 Дунаєвського |  |
| Галицька                       | вулиця   | Мар'ївка                                                            | до 19/IV/2023 Пацаєва |  |
| Галілея                        | вулиця   | Біленька                                                            | |  |
| Конрада Гампера                | вулиця   | Петрівка, Новий Світ                                                | Конрад Гампер — засновник заводу Краматорського металургійного товариства (пізніше СКМЗ і КМЗ), від якого починається вулиця. Частина доріг Т 0514 Лиман — Добропілля і О0543 Олександрівка — Краматорськ. Асфальт із 1953. Колишня Трамвайна; до 19/II/2016 Горького. Письменник Максим Горький відвідував НКМЗ. |  |
| Гаражна                        | вулиця   | Прокатників                                                         | |  |
| Гарматна                       | вулиця   | Мар'ївка                                                            | до 19/II/2016 Гамарника |  |
| Гармонійна                     | вулиця   | Іванівка                                                            | |  |
| Гвардії наступу                | провулок | Іванівка                                                            | до 19/IV/2023 Молодогвардійський |  |
| Гвоздильна                     | вулиця   | Жовтневе                                                            | |  |
| Віктора Герасімова             | вулиця   | Шабельківка                                                         | Віктор Герасимов (1949—2020) — уродженець Шабельківки, керівник ансамблю «Краматорські дівчата та хлопці», почесний громадянин Краматорська. До 19/IV/2023 Виборзька. |  |
| Герданна                       | вулиця   | Новий Світ                                                          | до 19/IV/2023 Чернишевського |  |
| Героїв «Азовсталі»             | вулиця   | Біленька                                                            | до 19/IV/2023 Брянська |  |
| Героїв Крут                    | вулиця   | Біленька                                                            | 1958 (названа уперше) – 19/IV/2023 Астраханська. |  |
| Героїв Небесної Сотні          | вулиця   | Соцмісто                                                            | до 19/II/2016 Лазо |  |
| Героїв України                 | вулиця   | Соцмісто                                                            | до 19/II/2016 Вознесенського |  |
| Героїв Чорнобиля               | вулиця   | Іванівка                                                            | 1/I/1958–19/IV/2023 Бобруйська |  |
| Гетьманська                    | вулиця   | Красноторка                                                         | колишня Леніна, до 19/IV/2023 Бєлгородська |  |
| Гідності                       | вулиця   | Соцмісто                                                            | до 19/IV/2023 Сакко і Ванцетті |  |
| Павла Глазового                | вулиця   | Жовтневе                                                            | до 19/IV/2023 Крилова |  |
| Миколи Глущенка                | вулиця   | Петрівка                                                            | Зникла наприкінці 1980-х при будівництві промислової котельні. До 19/IV/2023 Грибоєдова. |  |
| Гоголівська                    | вулиця   | Новий Світ                                                          | |  |
| Антіна Головатого              | вулиця   | Артемівське                                                         | до 19/II/2016 Котовського |  |
| Голубіна                       | вулиця   | Жовтневе                                                            | Михайло Матвійович Голубін — червоний партизан Громадянської війни, жив у цьому районі. Колишня Цегельна. |  |
| Олеся Гончара                  | вулиця   | Жовтневе                                                            | до 19/II/2016 Шаумяна |  |
| Гончарова                      | вулиця   | Прокатників                                                         | до кінця 1957 пров. Гаражний |  |
| Івана Гонти                    | вулиця   | Мар'ївка                                                            | до 3/VI/2016 Корнейчука |  |
| Горгуля                        | вулиця   | Шабельківка                                                         | Семен Горгуль (1917—1942) — військовий льотчик родом із Шабельківки. Колишня Горна. |  |
| Горіхова                       | вулиця   | Красногірка                                                         | колишня Астраханська; до 3/VI/2016 Блюхера |  |
| Горкунова                      | вулиця   | Пчілкіне                                                            | Назва з 1980-х. Герой Радянського Союзу М. С. Горкунов працював на НКМЗ. |  |
| Горлача                        | вулиця   | Мар'ївка                                                            | До 12/VII/2006 Горлича. Д. П. Горлач — краматорчанин, червоноармієць, політрук 3ої кулеметної роти 794го стрілецького полку. |  |
| Горлівська                     | вулиця   | Жовтневе                                                            | тупик |  |
| Горна                          | вулиця   | Ясногірка                                                           | поблизу Крейдяної гори |  |
| Горняцький                     | провулок | Жовтневе                                                            | до кінця 1957 Тарний |  |
| Горобинова                     | вулиця   | Шабельківка                                                         | колишня Польова; до 19/IV/2023 Вавілова |  |
| Леоніда Горового               | вулиця   | Іванівка                                                            | Л. А. Горовой (1931—2011) — краматорський поет. До 19/IV/2023 Гастелло. |  |
| Городня                        | вулиця   | Семенівка                                                           | |  |
| Городній                       | провулок | Шабельківка                                                         | назва з початку 1958 |  |
| Алли Горської                  | вулиця   | Артемівське                                                         | до 19/IV/2023 Бєлінського |  |
| Михайла Горяйнова              | вулиця   | Жовтневе                                                            | Михайло Горяйнов — фінансист, уродженець Краматорська, який загинув в АТО. До 19/II/2016 Калініна. |  |
| Гостомельська                  | вулиця   | Іванівка                                                            | 1/I/1958–1958–19/IV/2023 Гомельська |  |
| Грабовського                   | вулиця   | Біленька                                                            | колишня Шевченка |  |
| Гребенюка                      | вулиця   | Степове                                                             | |  |
| Гречана                        | вулиця   | Малотаранівка                                                       | до 20/I/2016 називалася на честь А. А. Гречко, після до 19/IV/2023 — на честь Г. М. Гречко |  |
| Грушевського                   | вулиця   | Біленька                                                            | |  |
| Грушевий                       | провулок | Жовтневе                                                            | до 19/IV/2023 Брянський |  |
| Людовіка Гужевського           | вулиця   | Петрівка                                                            | Л. Гужевський (†1916) — в 1908–1916 директор правління заводу Краматорського металургійного товариства. Зникла наприкінці 1980-х при будівництві промислової котельні. До 19/IV/2023 Чехова. |  |
| Любомира Гузара                | вулиця   | Новий Світ, Веселе                                                  | до кінця 1957 Акулова; 1/I/1958–19/IV/2023 Актюбінська |  |
| Катерини Густової              | вулиця   | Ясна Поляна                                                         | К. А. Густова — одна з перших учительниць у першій школі Краматорську (відкрита в 1886 в Шабельківці). Колишня Чкалова; до 19/IV/2023 Якутська. |  |
| Гуцульська                     | вулиця   | Алісівка                                                            | Частина дороги О0543 Олександрівка — Краматорськ. До 19/IV/2023 Восточна. |  |
| Гучна                          | вулиця   | Ясногірка                                                           | Біля залізниці. Колишня Щорса; до 19/IV/2023 Багратіона. |  |
| Ґ                              |          |                                                                     | |  |
| Ґорґанська                     | вулиця   | Біленька                                                            | колишня Майстерова; до 19/IV/2023 Саянська |  |
| Д                              |          |                                                                     | |  |
| Князя Данила Галицького        | вулиця   | Красноторка                                                         | 1/I/1958 (дана назва) – 19/IV/2023 Сурикова |  |
| Григорія Данилевського         | вулиця   | Степове                                                             | Г. П. Данилевський — російський письменник родом із Барвінковщини. До 19/IV/2023 Докучаєва. |  |
| Дарвіна                        | вулиця   | Жовтневе                                                            | |  |
| Дарницька                      | вулиця   | радгосп Ясногорівський                                              | до 19/IV/2023 Вороніхіна |  |
| Дачна                          | вулиця   | Партизанський                                                       | |  |
| Двинська                       | вулиця   | Веселе                                                              | до кінця 1957 Шверника |  |
| Депутатська                    | вулиця   | Красногірка                                                         | |  |
| Дерюжани                       | вулиця   | Семенівка                                                           | до 19/IV/2023 Дюружани |  |
| Джамбульська                   | вулиця   | Біленька                                                            | |  |
| Джерельна                      | вулиця   | Дмитрівка                                                           | до 19/IV/2023 Зарічна |  |
| Івана Дзюби                    | вулиця   | (Новоселівка) Василівка                                             | до кінця 1957 Дружківський пров. (в напрямку Дружківки); 1/I/1958–1958–19/IV/2023 Воронезька |  |
| Дивовижна                      | вулиця   | Мар'ївка                                                            | до 19/IV/2023 Дивногірська |  |
| Дивоозерна                     | вулиця   | Комишуваха                                                          | Названа по озеру ландшафтного парку поблизу. До 20/I/2016 Затонського. |  |
| Диканська                      | вулиця   | Біленька                                                            | Тупик. До 19/IV/2023 Чукотська. |  |
| Дике Поле                      | вулиця   | Красногірка                                                         | до 19/IV/2023 Куликовська |  |
| Дитяча                         | вулиця   | Жовтневе, Старе місто                                               | |  |
| Дмитрівська                    | вулиця   | Дмитрівка                                                           | до 19/IV/2023 Пушкіна |  |
| Дніпровська                    | вулиця   | Біленька, Верстатобуд                                               | 1/I/1958—19/II/2016 Дніпропетровська |  |
| Дністровська                   | вулиця   | Артемівське                                                         | до 19/II/2016 Урицького |  |
| До́бра                          | вулиця   | Артемівське                                                         | до 19/IV/2023 Добролюбова |  |
| Сашка Добровольського          | вулиця   | Мар'ївка                                                            | Сашко Добровольський — історик, лідер українських націоналістів у Слов'янську. До 19/IV/2023 Добровольського. |  |
| Добровольців                   | вулиця   | Малотаранівка                                                       | до 19/IV/2023 Глинки |  |
| Олекси Довбуша                 | вулиця   | Артемівське                                                         | до 19/IV/2023 Радищева |  |
| Довженка                       | вулиця   | Малотаранівка                                                       | Тупік. Колишній Клубний пров.. |  |
| Долинська                      | вулиця   | Василівська Пустош                                                  | колишня Будівельна |  |
| Доменщиків                     | вулиця   | Жовтневе                                                            | на честь робітників доменного цеха Краматорського металургійного заводу |  |
| Донецька                       | вулиця   | Новий Світ                                                          | |  |
| Дмитра Донцова                 | вулиця   | Біленька                                                            | до 19/IV/2023 Дмитра Донського |  |
| Петра Дорошенка                | вулиця   | Шабельківка                                                         | колишня Р. Люксембург; до 19/IV/2023 Абхазька |  |
| Михайла Драгоманова            | вулиця   | Старе місто                                                         | до кінця 1957 Молокова; 1/I/1958–19/IV/2023 Руденко |  |
| Миколи Древетняка              | вулиця   | Старе місто, Жовтневе                                               | М. І. Древетняк — перший краєзнавець Краматорська. До 19/II/2016 Комінтерну. |  |
| Юрія Дрогобича                 | вулиця   | Жовтневе                                                            | до 19/II/2016 Воровського |  |
| Дружби                         | вулиця   | Соцмісто, Даманський                                                | до 12/I/2016 Леніна |  |
| Дружня                         | вулиця   | Ясногірка                                                           | колишня Земнухова; до 17/II/2016 Постишева |  |
| Дружківська                    | вулиця   | (Новоселівка) Василівка                                             | спрямована на Дружківку |  |
| Дубовика                       | провулок | Артемівське                                                         | Підполковник М. Г. Дубовик командував 179м гвардійським стрілецьким полком і 59ою гвардійською стрілецькою Краматорською дивізією, що звільняв місто у вересні 1943. До 19/II/2016 Дубового. |  |
| Дібровна                       | вулиця   | Веселе                                                              | колишня Шкірятова |  |
| Дубравінський                  | провулок | Жовтневе                                                            | Тупік. До 12/VII/2006 Дубровінського. |  |
| Дунайська                      | вулиця   | Красноторка                                                         | колишні провулки Свердлова и Кам'яний |  |
| Духмяна                        | вулиця   | Красноторка                                                         | колишня Садова; до 19/IV/2023 Бурятська |  |
| Духовна                        | вулиця   | Новий Світ                                                          | По вулиці розташована церква. До 19/IV/2023 Лермонтова. |  |
| Е                              |          |                                                                     | |  |
| Економічна                     | вулиця   | Мар'ївка                                                            | |  |
| Екскавації                     | провулок | Біленька                                                            | Починається від підприємства «Екскавація». До 20/XII/2015 Соціалістичний. На початку 1958 назва Соціалістичної вулиці дана на продовження її лінії за балкою Кутовою. |  |
| Елеваторна                     | вулиця   | Старе місто                                                         | По вулиці розташован елеватор. До 12/I/2016 Карла Маркса. |  |
| Емалевий                       | провулок | Жовтневе                                                            | Тупік. До кінця 1957 Гвоздильний. |  |
| Енеїди                         | вулиця   | Дмитрівка                                                           | до 19/IV/2023 Мічуріна |  |
| Енергетиків                    | вулиця   | Старе місто                                                         | По вулиці розташовані офіси електромереж. До 19/IV/2023 Боша. |  |
| Естонська                      | вулиця   | Біленька                                                            | колишня Чернишевського |  |
| Є                              |          |                                                                     | |  |
| Європейський                   | провулок | Біленька                                                            | до 19/IV/2023 Степовий |  |
| Єдності                        | вулиця   | Поштовий                                                            | до 12/I/2016 Радянська |  |
| Ж                              |          |                                                                     | |  |
| Житня                          | вулиця   | 3е відділення радгоспу Ясногорівський                               | до 19/IV/2023 Блока |  |
| Житомирська                    | вулиця   | Красногірка                                                         | |  |
| Жовтнева                       | вулиця   | Малотаранівка                                                       | 20/I/2016 офіційна трактовка сенсу назви була змінена з Жовтневої революції на жовтень |  |
| З                              |          |                                                                     | |  |
| Заводська                      | вулиця   | Біленька                                                            | |  |
| Загадкова                      | вулиця   | Жовтневе                                                            | до 19/IV/2023 Тувинська |  |
| Загірна                        | вулиця   | Семенівка                                                           | |  |
| Закарпатська                   | вулиця   | Іванівка                                                            | |  |
| Закарпатський                  | провулок | Іванівка                                                            | до кінця 1957 Героїв Союзу |  |
| Залізнична                     | вулиця   | Старе місто                                                         | |  |
| Максима Залізняка              | вулиця   | Партизанський                                                       | до 19/II/2016 Железняка |  |
| Замостовий                     | провулок | Біленька                                                            | За вулицею Мостовою. До 19/IV/2023 Цимлянський. |  |
| Марії Заньковецької            | вулиця   | Даманський                                                          | до 19/IV/2023 Наді Курченко |  |
| Західна                        | вулиця   | Ясна Поляна                                                         | |  |
| Західний                       | провулок | Поштовий                                                            | |  |
| Заповідна                      | вулиця   | Красноторка                                                         | Знаходиться біля Краматорського ландшафтного парку. колишня Червоної Зірки; до 20/I/2016 Вільгельма Піка |  |
| Запорізька                     | вулиця   | Красногірка                                                         | |  |
| Запорізької Січі               | вулиця   | Красногірка                                                         | до 19/IV/2023 Хасанівська |  |
| Зарічна                        | вулиця   | Біленька                                                            | |  |
| Зарічний                       | провулок | Ясногірка                                                           | до кінця 1957 Радгоспний; 1/I/1958–19/IV/2023 Рязанський |  |
| Затишна                        | вулиця   | Ясногірка                                                           | до 19/IV/2023 Гайдара |  |
| Затока                         | провулок | Старе місто                                                         | тупик |  |
| Захара Беркута                 | вулиця   | Біленька                                                            | колишня Горького; до 19/IV/2023 Серафимовича |  |
| Зелена                         | вулиця   | Мар'ївка                                                            | |  |
| Зеленого Клину                 | вулиця   | Старе місто                                                         | до 19/IV/2023 Далекосхідна |  |
| Зелений                        | провулок | Шабельківка                                                         | спершу Зелений; до 19/IV/2023 Верхоянський |  |
| Земляний                       | провулок | Петрівка                                                            | |  |
| Зернова                        | вулиця   | Жовтневе                                                            | до 19/IV/2023 Салтикова-Щедріна |  |
| Зіркова                        | вулиця   | Комишуваха                                                          | до 20/I/2016 Пархоменко |  |
| Зірковий                       | провулок | Ясногірка                                                           | до кінця 1957 Миру; 1/I/1958–19/IV/2023 Томський |  |
| Злагоди                        | вулиця   | Дмитрівка                                                           | до 19/IV/2023 Южна |  |
| Золотиста                      | вулиця   | Біленька                                                            | |  |
| Зоряна                         | вулиця   | Біленька                                                            | |  |
| І                              |          |                                                                     | |  |
| Івана Сили                     | вулиця   | Веселе                                                              | до 19/IV/2023 Чкалова |  |
| Іванівська                     | вулиця   | Іванівка                                                            | |  |
| Іванівський хутір              | вулиця   | Іванівка                                                            | до 19/II/2016 Ударників |  |
| Володимира Івасюка             | вулиця   | Жовтневе                                                            | до 19/II/2016 III Інтернаціоналу |  |
| Князя Ігоря                    | вулиця   | Ясногірка                                                           | до 19/IV/2023 Маршала Рокосовського |  |
| Ізюмська                       | вулиця   | Іванівка                                                            | до 19/IV/2023 Омська |  |
| Ізюмський                      | провулок | Біленька                                                            | |  |
| Індустріальна                  | вулиця   | Новий Світ                                                          | |  |
| Інкерманська                   | вулиця   | Жовтневе                                                            | до 19/IV/2023 Магаданська |  |
| Інтернату                      | провулок | Соцмісто                                                            | по провулку розташований інтернат |  |
| Ірмінівський                   | провулок | Петрівка                                                            | |  |
| Ірпінська                      | вулиця   | Абазівка                                                            | до 19/IV/2023 Єрмака |  |
| Історична                      | вулиця   | Старе місто                                                         | до 19/II/2016 Червона Зоря |  |
| К                              |          |                                                                     | |  |
| Кагатная                       | вулиця   | Жовтневе                                                            | |  |
| Леоніда Каденюка               | вулиця   | Веселе                                                              | колишня Жданова; до 19/IV/2023 Гагаріна |  |
| (Казакова)                     | вулиця   | Малотаранівка                                                       | не забудована |  |
| Казахська                      | вулиця   | Ясногірка                                                           | колишня Миру |  |
| Калинова                       | вулиця   | Біленька                                                            | |  |
| Калмицька                      | вулиця   | Соцмісто                                                            | |  |
| Калуша                         | провулок | Іванівка                                                            | до кінця 1957 вул. Омська; 1/I/1958–19/IV/2023 Омський пров. |  |
| Кам'яний                       | провулок | Красноторка                                                         | до кінця 1957 Кірова. 1/I/1958 — 20/I/2016 Каменський |  |
| Канівська                      | вулиця   | Артемівське                                                         | до 19/II/2016 Червоноармійська |  |
| Устима Кармелюка               | вулиця   | Партизанський                                                       | до 19/II/2016 Басіна |  |
| Карнаухова                     | вулиця   | Партизанський                                                       | М. І. Карнаухов — червоноармійський командир партизан Громадянської і Другої світової війн, що боролися в районі Слов'янську та Краматорську. До кінця 1957 Будьонного. |  |
| Карпатська                     | вулиця   | Семенівка                                                           | до 19/IV/2023 Підгірна |  |
| Карпенко-Карого                | вулиця   | Ясногірка                                                           | колишня Крупської |  |
| Катеринича                     | вулиця   | Соцмісто                                                            | І. Т. Катеринич (1906–1962) — директор НКМЗ у 1949–1954. До I/1962 — Аеродромна. |  |
| Каштанова                      | вулиця   | Шабельківка                                                         | |  |
| Квіткова                       | вулиця   | Городещине                                                          | |  |
| Квіткові луки                  | вулиця   | Семенівка                                                           | до 19/IV/2023 Лугова |  |
| Квітнева                       | вулиця   | Мар'ївка                                                            | до 19/IV/2023 Єлісєєва |  |
| Квітуча                        | вулиця   | Старе місто                                                         | |  |
| Кедрова                        | вулиця   | Шабельківка                                                         | колишня Кірова; пізніше Кедрова |  |
| Керченська                     | вулиця   | Красногірка                                                         | |  |
| Київська                       | вулиця   | Красногірка                                                         | |  |
| Кирилкіна                      | вулиця   | Соцмісто                                                            | І. Т. Кирилкін — директор СКМЗ, НКМЗ. Челябінська до 9/IX/1964. |  |
| Кишинівська                    | вулиця   | Красногірка                                                         | |  |
| Кіборгів                       | вулиця   | Красноторка                                                         | До 19/IV/2023 Чуйкова. В. І. Чуйков — червоноармійський командир, який брав участь у звільненні Краматорську в 1943. |  |
| Вахтанга Кікабідзе             | вулиця   | радгосп Ясногорівський                                              | до 19/IV/2023 Марка Бернеса |  |
| Кільцева                       | вулиця   | Біленька                                                            | трамвайне кільце |  |
| Кіммерійська                   | вулиця   | Красноторка                                                         | колишня Шевченка; до 19/IV/2023 Лазаревська |  |
| Самійла Кішки                  | вулиця   | 3е відділення радгоспу Ясногорівський                               | до 19/IV/2023 Шаляпіна |  |
| Кленова                        | вулиця   | Іванівка                                                            | |  |
| Клубна                         | вулиця   | Старе місто, Жовтневе                                               | поблизу вулиці Палац культури |  |
| Миколи Клушина                 | вулиця   | Шабельківка                                                         | Майор М. Д. Клушин (1921—1944) — командир 1го мотострілецького батальйону 5ої окремої гвардійської Краматорсько-Белградської бригади, що звільняна місто у вересні 1943. До 2/VI/1966 XIX Партз'їзду; 2/VI/1966—1991 XXII Партз'їзду; 1991—19/IV/2023 Клушина. |  |
| Кобзарева                      | вулиця   | Красноторка                                                         | До 19/IV/2023 Булавіна. Кіндрат Булавин — Донський козак, керманич повстання в 1707—1709 рр. серед инших і в районі теперішнього Краматорську. |  |
| Кобзаря                        | вулиця   | Верстатобуд                                                         | до 1957 пров. Заводський; далі пров. Печерський; після пров. Кленовий |  |
| Ольги Кобилянської             | вулиця   | Верстатобуд                                                         | |  |
| Ковпака                        | вулиця   | Степове                                                             | |  |
| Ковилова                       | вулиця   | Комишуваха                                                          | до 19/IV/2023 Конєва |  |
| Івана Кожедуба                 | вулиця   | Красноторка                                                         | колишня Кірова; до 20/I/2016 Ковтюха |  |
| Козацька                       | вулиця   | Шабельківка                                                         | колишня Воровського, позже Чичеріна |  |
| Козацької слави                | вулиця   | Красноторка                                                         | до 20/I/2016 Революції |  |
| Коксобуд                       | посёлок  | Верстатобуд                                                         | |  |
| Кокчетавська                   | вулиця   | Біленька                                                            | колишня Набережна |  |
| Колоскова                      | вулиця   | Пчілкіне                                                            | До 1970 Технічна; в 1970—19/IV/2023 Карамишева. Генерал-майор Г. П. Карамишев (1896–1956) — командувач 59ої стрілецької дивізії, що звільняна Краматорськ у 1943. |  |
| Комбайнерів                    | вулиця   | Малотаранівка                                                       | |  |
| Комерційна                     | вулиця   | Старе місто                                                         | По вулиці розташований ринок. До 1930-х Рикова; до 19/II/2016 Островського. |  |
| Комсомольська                  | площа    | Соцмісто                                                            | на площі планувалось установити монумент комсомольської слави |  |
| Комунальників                  | вулиця   | Жовтневе, Софіївка                                                  | до 19/IV/2023 Декабристів |  |
| Конвалії                       | вулиця   | Красноторка                                                         | до 19/IV/2023 Цвєтаєвої |  |
| Конституції України            | вулиця   | Жовтневе                                                            | до 19/II/2016 Конституції |  |
| Кооперативна                   | вулиця   | Жовтневе                                                            | |  |
| Коперника                      | вулиця   | Красногірка                                                         | |  |
| Корольова                      | вулиця   | Мар'ївка                                                            | |  |
| Коротенька                     | вулиця   | Жовтневе                                                            | Довжина 230 м. До 19/II/2016 Баумана. |  |
| Коротка                        | вулиця   | Красногірка                                                         | довжина 150 м |  |
| Степана Коршуна                | вулиця   | Старе місто, Жовтневе                                               | С. В. Коршун — мікробіолог, який працював у Краматорську. Колишній пров. 1-й Садовий; до 19/II/2016 XVII Партз'їзду. |  |
| Космічна                       | вулиця   | Біленька                                                            | до 19/IV/2023 Леонова |  |
| Космічний                      | провулок | Красноторка                                                         | тупік |  |
| Космонавтів                    | вулиця   | радгосп Ясногорівський                                              | |  |
| Котляревського                 | вулиця   | Шабельківка                                                         | до кінця 1957 Папаніна |  |
| Коцюбинського                  | вулиця   | Софіївка                                                            | до кінця 1957 Ворошилова |  |
| Василя Кочубея                 | провулок | 3я Олександрівка                                                    | колишня Кочубея |  |
| Василя Кочубея                 | вулиця   | 3я Олександрівка                                                    | колишня Кочубея |  |
| Кошових отаманів               | вулиця   | Шабельківка                                                         | колишня Свободи; до 19/IV/2023 Псковська |  |
| Дмитра Коцюбайла «Да Вінчі»    | вулиця   | Новий Світ                                                          | до 19/IV/2023 Шмідта |  |
| Леоніда Кравчука               | вулиця   | Артемівське                                                         | до 19/IV/2023 Толстого |  |
| Краєвидна                      | вулиця   | Жовтневе                                                            | на пагорбі з видом на місто |  |
| Крамарів                       | вулиця   | Іванівка                                                            | до 19/IV/2023 Крамського |  |
| Краматорська                   | вулиця   | Прокатників, Красноторка                                            | колишня Маріюпільська дорога |  |
| Краматорський                  | бульвар  | Даманський                                                          | забудова з 1973 |  |
| «Краматорської правди»         | вулиця   | Ясногірка                                                           | На честь газети. До 1942 Карла Маркса; потім Леніна. |  |
| Красногорська                  | вулиця   | Красногірка                                                         | до 12/VII/2006 Красногорівська |  |
| Красноторська                  | вулиця   | Пчілкіне (Красноторка)                                              | |  |
| Крейдяна                       | вулиця   | Ясна Поляна                                                         | Прямує до Крейдяної гори. До кінця 1957 пров. Буковинський; 1/I/1958–19/IV/2023 вул. Рюміна. |  |
| Кременчуцька                   | вулиця   | Красногірка                                                         | |  |
| Кремінна                       | вулиця   | Новий Світ                                                          | до кінця 1957 Кренкеля |  |
| Кривоноса                      | вулиця   | Біленька                                                            | П. Ф. Кривоніс робив у депі Слов'янськ |  |
| Криворізький                   | провулок | Ясногірка                                                           | назва дана з початку 1958 |  |
| Віктора Кривошеєва             | провулок | Жовтневе                                                            | В. П. Кривошеєв (1937–2019) — міський голова у 1998–2006.. До 19/IV/2023 Таймира. |  |
| Кримська                       | вулиця   | (Новоселівка) Василівка                                             | |  |
| Кришталева                     | вулиця   | Лазурний                                                            | |  |
| Кропивницького                 | вулиця   | Ясна Поляна                                                         | колишня Червоної Зірки |  |
| Крута                          | вулиця   | Жовтневе                                                            | Нахил вулиці 1:14. До кінця 1957 Лисенка, 1/I/1958–19/IV/2023 Алтайська. |  |
| Крутий                         | провулок | Жовтневе                                                            | Тупік. Нахил 1:7. До кінця 1957 Шаумяна. |  |
| Соломії Крушельницької         | вулиця   | Жовтневе                                                            | до 19/II/2016 Войкова |  |
| Кручковського                  | вулиця   | Біленька                                                            | колишня Волочаєвська |  |
| Кубанської України             | вулиця   | Красногірка                                                         | до 19/IV/2023 Кубанська |  |
| Архипа Куїнджі                 | вулиця   | Соцмісто                                                            | до 19/II/2016 Щербакова |  |
| Миколи Кулініча                | вулиця   | Ясногірка                                                           | М. О. Кулинич (1950–2005) — голова міського відділу культури з 1985, родом з Ясногірки.. Колишня Шевченка; до 19/IV/2023 Уссурійська. |  |
| Пантелеймона Куліша            | вулиця   | Новий Світ                                                          | до 3/VI/2016 Анрі Барбюса |  |
| Сергія Кульчицького            | вулиця   | Біленька                                                            | С. П. Кульчицький — генерал Нацгвардії, загинув у 2014 у підбитому вертольоті поблизу Карачун-гори. До 19/IV/2023 Іркутська. |  |
| Курако                         | вулиця   | Жовтневе                                                            | М. К. Курако — металург, працював у Краматорську |  |
| Леся Курбаса                   | вулиця   | Веселе                                                              | до 19/IV/2023 Некрасова |  |
| Курганна                       | вулиця   | Степове                                                             | |  |
| Курортна                       | вулиця   | Іванівка                                                            | |  |
| Миколи Кухаренка               | вулиця   | 3я Олександрівка                                                    | М. І. Кухаренко (1915–2009) робив на НКМЗ, герой Радяньского Союзу. До 19/IV/2023 Камчатська. |  |
| Л                              |          |                                                                     | |  |
| Латвійська                     | вулиця   | Шабельківка                                                         | до V/1966 'Паркова' |  |
| Лебедина                       | вулиця   | Комишуваха                                                          | На озері неподалік вулиці живуть лебеді. До 20/I/2016 Волочаєвська. |  |
| Лівобережна                    | вулиця   | Ясногірка                                                           | Проходить уздовж лівого берегу Казенного Торця. Колишня Сталіна; до 17/II/2016 Кірова. |  |
| Лікарняна                      | вулиця   | Старе місто                                                         | |  |
| Лікарняний                     | провулок | Старе місто                                                         | тупік |  |
| Лікарська                      | вулиця   | Новий Світ                                                          | |  |
| Легендарна                     | вулиця   | (Новоселівка) Василівка                                             | до 19/II/2016 Ворошиловградська |  |
| Миколи Леонтовича              | вулиця   | Соцмісто                                                            | до 19/IV/2023 Марата |  |
| Лесі Українки                  | вулиця   | Ясногірка                                                           | колишня Орджонікідзе |  |
| Лиманський                     | провулок | Красногірка                                                         | |  |
| Липова                         | вулиця   | Малотаранівка                                                       | до 19/IV/2023 Липецька |  |
| Юрія Липи                      | вулиця   | Поштовий                                                            | Колишня Ленина; до 19/II/2016 Володарського; 19/II/2016—19/IV/2023 Майї Булгакової. Майя Булгакова — народная артистка, яка зросла у Краматорську. |  |
| Лисенка                        | вулиця   | Прокатників                                                         | Є. П. Лисенко (1920–1944) — уродженець Краматорська, Герой Радянського Союзу. Колишня Торецька. Упирається в Казенний Торець. |  |
| Лисичанська                    | вулиця   | Петрівка                                                            | зникла наприкінці 1980-х при будівництві промислової котельні |  |
| Литовська                      | вулиця   | Ясногірка                                                           | колишня Островського |  |
| Лісова                         | вулиця   | Шабельківка                                                         | |  |
| Літературна                    | вулиця   | Іванівка                                                            | до 19/IV/2023 Ляпідевського |  |
| Валерія Лобановського          | вулиця   | Новий Світ                                                          | до кінця 1957 Ломова; 1/I/1958–1958–19/IV/2023 Лобачевського |  |
| Лозівський                     | провулок | Біленька                                                            | з початку 1958 вул. Лозівська; пізніше до 20/XII/2015 пров. Лазовський |  |
| Луганський                     | провулок | (Новоселівка) Василівка                                             | |  |
| Лугова                         | вулиця   | Біленька                                                            | |  |
| Луговий                        | провулок | Жовтневе                                                            | |  |
| Левка Лук'яненка               | вулиця   | Біленька                                                            | до 19/IV/2023 Бородіно |  |
| Ю. Лук'яненка                  | вулиця   | Красноторка                                                         | На честь мешканця селища, який загинув в Афганістані. До 20/I/2016 Жукова. |  |
| Луцька                         | вулиця   | Василівська Пустош                                                  | колишня Мічуріна |  |
| Львівська                      | вулиця   | Біленька                                                            | |  |
| Любомирівська                  | вулиця   | Семенівка                                                           | до 19/IV/2023 Східна |  |
| Люботинська                    | вулиця   | Іванівка                                                            | |  |
| М                              |          |                                                                     | |  |
| Магістральна                   | вулиця   | Ясногірка, Верстатобуд                                              | 1/I/1958 (дана назва) — 3/VI/2016 Радгоспна по радгоспу «Ясногорівський» |  |
| Маестро                        | вулиця   | Прокатників                                                         | Маестро — прізвисько персонажу Леоніда Бикова, що зріс у Краматорську, у фільмі «В бій ідуть тільки «старики»». До кінця 1957 Молотова; 1/I/1958–19/IV/2023 Шишкіна. |  |
| Івана Мазепи                   | вулиця   | Іванівка                                                            | до 19/IV/2023 Дружби Народів |  |
| Дмитра Мазура                  | вулиця   | Доменні, Старе місто                                                | Д. С. Мазур — хірург, у роки німецької окупації оперувавший у лікарні по цій вулиці. Колишня Сталіна; Степана Разіна, до 19/II/2016 Моріса Тореза. |  |
| Маковія                        | вулиця   | Поштовий                                                            | до 19/IV/2023 Павлова |  |
| Макіївський                    | провулок | Жовтневе                                                            | тупік |  |
| Мала Садова                    | вулиця   | Старе місто, Жовтневе                                               | |  |
| Малинова                       | вулиця   | Малотаранівка                                                       | колишня Гоголя; до 19/IV/2023 Малиновського |  |
| Малотаранівська                | вулиця   | Малотаранівка                                                       | до 1963 Орджонікідзе; в 1963—19/IV/2023 Киргизька |  |
| Мальви                         | вулиця   | 3е відділення радгоспу Ясногорівський                               | до 19/IV/2023 Тютчева |  |
| Мальовнича                     | вулиця   | Ясногірка                                                           | до 3/VI/2016 III З'їзду Колгоспників |  |
| Мальцева                       | вулиця   | Степове                                                             | льотчик лейтенант О. К. Мальцев (1918—1945) 707го штурмового авіаційного полку робив на Краматорському металургійному заводі |  |
| О. Маневича                    | вулиця   | Красноторка                                                         | Тупік. О. В. Маневич — головний редактор газети «Краматорский металлург». Колишня Бугайова; до 20/I/2016 Маневича. |  |
| Манлива                        | вулиця   | Іванівка                                                            | |  |
| Мариніна                       | вулиця   | Шабельківка                                                         | колишня Садовая; позже Курская. Сержант В. І. Марінін (1923–1943) бився за Краматорськ у лютому 1943, Герой Радянського Союзу посмертно. |  |
| Маріупольська                  | вулиця   | Абазівка                                                            | |  |
| Марко Вовчок                   | вулиця   | Красногірка                                                         | |  |
| Мартенівська                   | вулиця   | Новий Світ                                                          | на честь робітників мартенівських цехів заводів Краматорська |  |
| Олександра Мацієвського        | вулиця   | Жовтневе                                                            | до 19/IV/2023 Комарова |  |
| Машинобудівників               | бульвар  | Соцмісто                                                            | колишній Паризької комуни |  |
| Машинобудівний                 | провулок | Красногірка                                                         | |  |
| Маячківська                    | вулиця   | Ясна Поляна                                                         | Проходить уздовж річки Маячки. До 30/III/2011 Маячковського. |  |
| Мідний                         | провулок | Ясногірка                                                           | до 19/IV/2023 Мідногорський |  |
| Медова                         | вулиця   | Ясногірка                                                           | колишня Чапаєва; до 17/II/2016 Подвойського |  |
| Мелітопольська                 | вулиця   | Партизанський, Красногірка                                          | колишня Піщана; до 19/IV/2023 Жигулівська |  |
| Мереф'янський                  | провулок | Красноторка                                                         | |  |
| Металістів                     | вулиця   | Жовтневе                                                            | |  |
| Металістів                     | провулок | Шабельківка                                                         | |  |
| Металургійна                   | вулиця   | Новий Світ                                                          | на честь краматорських металургів |  |
| Металургів                     | проспект | Старе місто                                                         | На честь краматорських металургів. До 12/I/2016 Жовтневий. |  |
| Механізаторська                | вулиця   | Артемівське                                                         | |  |
| Механічна                      | вулиця   | Новий Світ                                                          | |  |
| Миколаївська                   | вулиця   | Ясногірка                                                           | колишня Горького, Луначарського, Нагірна |  |
| Миргородська                   | вулиця   | Красногірка                                                         | |  |
| Мирна                          | вулиця   | Дмитрівка                                                           | |  |
| Мирноградська                  | провулок | Городещине                                                          | до 19/IV/2023 Ширшова |  |
| Мирний                         | провулок | Ясногірка                                                           | до 3/VI/2016 Кіровоградський |  |
| Миру                           | площа    | Соцмісто                                                            | колишня Першотравнева, 40-річчя Жовтня. З момента установки пам'ятника Леніну в 1970 і до 12/I/2016 — Леніна. |  |
| Миру                           | проспект | Соцмісто                                                            | колишній Сталіна |  |
| Миру                           | вулиця   | Красногірка                                                         | |  |
| Мисливська                     | вулиця   | Шабельківка                                                         | колишня Горького; потім Фадеєва |  |
| Мінська                        | вулиця   | (Новоселівка) Василівка                                             | |  |
| Місячна                        | вулиця   | Малотаранівка                                                       | |  |
| Міцкевича                      | вулиця   | Привілля                                                            | |  |
| Млинова                        | вулиця   | Малотаранівка                                                       | до 19/IV/2023 Мельнична |  |
| Могилянська                    | вулиця   | Абазівка                                                            | 1/I/1958 (перша назва) – 19/IV/2023 Могилевська |  |
| Павла Мозгового                | вулиця   | Артемівське                                                         | до кінця 1957 Мікояна; 1/I/1958–19/IV/2023 Уфімська |  |
| Бориса Мозолевського           | вулиця   | Жовтневе                                                            | до 19/II/2016 Фрунзе |  |
| Молдавська                     | вулиця   | Доменні                                                             | |  |
| А. Молодана                    | вулиця   | Малотаранівка                                                       | Повний кавалер Ордена Слави А. Т. Молодан жив на Малотаранівці. До 20/I/2016 Чубаря. В. Я. Чубарь робив у Краматорську. |  |
| Молодіжна                      | вулиця   | (Новоселівка) Василівка                                             | |  |
| Молодіжний                     | провулок | Ясногірка                                                           | |  |
| Мольфарська                    | вулиця   | Шабельківка                                                         | до 19/IV/2023 Челюскінців |  |
| Морської піхоти                | вулиця   | Партизанський                                                       | до 19/IV/2023 Матросова |  |
| Мостова                        | вулиця   | Біленька                                                            | Міст через балку Кутову. Колишня частина вул. Шкадінова. |  |
| Моцарта                        | вулиця   | Іванівка                                                            | до 19/IV/2023 Мусоргського |  |
| Мрії                           | провулок | Ясногірка                                                           | 1/I/1958 (перша назва) – 19/IV/2023 Крамського |  |
| Данила Мурашка                 | вулиця   | Шабельківка                                                         | Д. Г. Мурашко — військовий льотчик, загинув біля Шабельківки. Колишня Леніна; до 19/IV/2023 Волгодонська. |  |
| Н                              |          |                                                                     | |  |
| Набережна                      | вулиця   | Прокатників                                                         | уздовж річки Казенний Торець |  |
| Навчальний                     | провулок | Біленька                                                            | Розташован між двома школами, також по провулку дітсадок. З початку 1958 вулиця Вяземського, але адресів нема, тому перетворена в провулок, до 19/IV/2023 В'яземський. |  |
| Нагірна                        | вулиця   | Іванівка                                                            | |  |
| Надії                          | вулиця   | радгосп Ясногорівський                                              | до 17/II/2016 Уборевича |  |
| Шури Назаренка                 | вулиця   | Старе місто                                                         | О. Назаренко (1925–1942) — краматорський партизан, який жив у цьому районі |  |
| Намистова                      | вулиця   | Жовтневе                                                            | до 19/IV/2023 Ямська |  |
| Народна                        | вулиця   | Старе місто, Поштовий                                               | частина доріг Т 0514 Лиман — Добропілля і О0543 Олександрівка — Краматорськ |  |
| Наталки Полтавки               | провулок | Партизанський                                                       | до кінця 1957 пров. Будьонного; 1/I/1958–19/IV/2023 вул. Чайкіної |  |
| Науковий                       | провулок | Соцмісто                                                            | |  |
| Нахічеванський                 | провулок | Біленька                                                            | з початку 1958 вул. Нахічеванська, але без адрес перетворена в провулок |  |
| Ніжинська                      | вулиця   | Городещине                                                          | до кінця 1957 Ширшова, згідно инших джерел колишня Колгоспна |  |
| Незалежності                   | проспект | Соцмісто, Даманський                                                | Спершу проспект Будівельників. До 19/IV/2023 вул. Двірцева. Починається від Палацу культури і техніки НКМЗ. |  |
| Незламності                    | вулиця   | Ясногірка                                                           | до 19/IV/2023 Любові Шевцової |  |
| Володимира Немировича-Данченка | вулиця   | Малотаранівка                                                       | до 19/IV/2023 Станіславського |  |
| Нестерова                      | вулиця   | Красногірка                                                         | |  |
| Івана Нечуй-Левицького         | вулиця   | Іванівка                                                            | до 19/IV/2023 Костромська |  |
| Нижня                          | вулиця   | Іванівка                                                            | |  |
| Нікопольська                   | вулиця   | Малотаранівка                                                       | |  |
| Нова                           | вулиця   | Іванівка                                                            | |  |
| Нова Зоря                      | вулиця   | Красногірка                                                         | |  |
| Новоселівська                  | вулиця   | (Новоселівка) Василівка                                             | |  |
| Новоукраїнська                 | вулиця   | Красногірка                                                         | до 19/IV/2023 Мурманська |  |
| Новий Світ                     | вулиця   | Біленька                                                            | |  |
| О                              |          |                                                                     | |  |
| Об`їзна                        | вулиця   | Соцмісто                                                            | |  |
| Оборонна                       | вулиця   | Іванівка                                                            | |  |
| Оглядова                       | вулиця   | Старе місто, Жовтневе                                               | З вулиці вид на місто. До 19/IV/2023 Лассаля. |  |
| Людмили Огнєвої                | вулиця   | Малотаранівка                                                       | колишня Шкільна; до 19/IV/2023 Сєрова |  |
| Одеська                        | вулиця   | Іванівка                                                            | |  |
| Одеський                       | провулок | Іванівка                                                            | Тупік. 1/I/1958–12/VII/2006 вул. Онезька; 12/VII/2006—19/IV/2023 пров. Онезький |  |
| Озерна                         | вулиця   | Мар'ївка                                                            | починається у ставка |  |
| Олександрійська                | вулиця   | Красногірка                                                         | до 19/IV/2023 П'ятигорська |  |
| Олександрівська                | вулиця   | 3я Олександрівка                                                    | колишня Галана |  |
| Олешківська                    | вулиця   | Іванівка                                                            | до 19/IV/2023 Каракумська |  |
| Олени Пчілки                   | вулиця   | Артемівське                                                         | до 19/IV/2023 Короленко |  |
| Олександра Олеся               | вулиця   | Ясногірка                                                           | до 19/IV/2023 Якіра |  |
| Княгині Ольги                  | вулиця   | Соцмісто                                                            | до 19/IV/2023 Магнітогорська |  |
| Олега Ольжича                  | вулиця   | Абазівка                                                            | до 19/IV/2023 Барабінська |  |
| Пилипа Орлика                  | вулиця   | Старе місто, Жовтневе                                               | до 3/VI/2016 Дем'яна Бєдного |  |
| Осокорська                     | вулиця   | Біленька                                                            | колишня Червоної Зірки; далі Лумумби; до 19/IV/2023 Каштанова |  |
| Остапа Вишни                   | вулиця   | Новий Світ, Даманський                                              | назва дана з початка 1958 |  |
| Остапенка                      | вулиця   | (Новоселівка) Василівка                                             | |  |
| Аліни Остафійчук               | вулиця   | Красногірка                                                         | Аліна Остафійчук (1979—2010) — краматорська поетеса та журналістка. до кінця 1957 Пасіонарії; 1/I/1958–19/IV/2023 Софії Ковалевської. |  |
| Князів Острозьких              | вулиця   | Шабельківка                                                         | колишня Весела; до 19/IV/2023 Биковського |  |
| Отаманська                     | вулиця   | Красногірка                                                         | до 19/II/2016 Пархоменка |  |
| Охрова                         | вулиця   | Жовтневе                                                            | у Краматорську діяла охрова шахта |  |
| Охтирська                      | вулиця   | Жовтневе                                                            | до 12/I/2016 Артема |  |
| П                              |          |                                                                     | |  |
| Паляниці                       | вулиця   | Пчілкіне                                                            | до 19/IV/2023 Спартака |  |
| Пам'ятна гора                  | вулиця   | Доменні                                                             | до 19/II/2016 Свердлова |  |
| Панаса Мирного                 | вулиця   | Партизанський                                                       | до 19/IV/2023 Достоєвського |  |
| Сергія Параджанова             | вулиця   | Красноторка                                                         | колишня Дачна; до 3/VI/2016 Валентини Терешкової |  |
| Паркова                        | вулиця   | Соцмісто, Даманський                                                | уздовж вулиці розташований парк Ювілейний |  |
| Парникова                      | вулиця   | радгосп Ясногорівський                                              | |  |
| Парниковий                     | провулок | радгосп Ясногорівський                                              | |  |
| Парниковий                     | провулок | Біленька                                                            | |  |
| Партизанська                   | вулиця   | Красногірка                                                         | до 19/IV/2023 Осипенка |  |
| Партизанської Сімки            | провулок | Ясногірка                                                           | «Партизанська сімка» — підпільний отряд, що діяв у районі Краматорську |  |
| Івана Пархоменка               | вулиця   | Артемівське                                                         | І. І. Пархоменко — головний художник Краматорську, засновник художнього музею. До 19/IV/2023 Герцена. |  |
| Блеза Паскаля                  | провулок | Ясна Поляна                                                         | до кінця 1957 Даргомизького; 1/I/1958–19/IV/2023 Пестеля |  |
| Патона                         | вулиця   | Красноторка                                                         | |  |
| Паторжинського                 | вулиця   | Соцмісто                                                            | |  |
| Патріотична                    | вулиця   | Артемівське                                                         | до 19/II/2016 Профінтерну |  |
| Педагогічна                    | вулиця   | Жовтневе                                                            | |  |
| Переїзна                       | вулиця   | Семенівка                                                           | прямує до переїзду біля з. п. Ашуркове |  |
| Перекопська                    | вулиця   | Іванівка                                                            | |  |
| Перемоги                       | вулиця   | Веселе                                                              | |  |
| Полікарпа Перепелиці           | вулиця   | Малотаранівка                                                       | до 28/XII/1966 Балтійська; 28/XII/1966–19/IV/2023 Перепелиці |  |
| Перспективна                   | вулиця   | Шабельківка                                                         | |  |
| Перша Горна                    | вулиця   | Старе місто, Жовтневе                                               | Колишня Горна; до 12/I/2016 Косіора; 12/I—11/II/2016 Івана Болкунова. Іван Болкунов (1922–1945) — уродженець цього району, герой Німецько-радянської війни. |  |
| Першої зірки                   | провулок | Ясногірка                                                           | 1/I/1958 (назва дана) – 19/IV/2023 Рилєєва |  |
| Першотравнева                  | вулиця   | Малотаранівка                                                       | |  |
| Симона Петлюри                 | вулиця   | Красногірка                                                         | до 19/IV/2023 Плеханова |  |
| Михайла Петренка               | вулиця   | Іванівка, Мар'ївка                                                  | Михайло Петренко — український поет родом зі Слов'янську. До 19/II/2016 Героїв Союзу. |  |
| Петриківська                   | вулиця   | Красногірка                                                         | до 3/VI/2016 Епрону |  |
| Петрівська                     | вулиця   | Ясногірка                                                           | До 17/II/2016 Петровського. Г. І. Петровський робив у Краматорську. |  |
| Оксани Петрусенко              | вулиця   | радгосп Ясногорівський                                              | |  |
| Печерський                     | провулок | Жовтневе                                                            | до кінця 1957 Палладіна. |  |
| Пирогова                       | вулиця   | Біленька                                                            | |  |
| Руслани Писанки                | вулиця   | Артемівське                                                         | до 19/IV/2023 Чайковського |  |
| Південна                       | вулиця   | Соцмісто                                                            | |  |
| Північна                       | вулиця   | Комишуваха                                                          | |  |
| Підгірна                       | вулиця   | Біленька                                                            | розташована у підніжжі крейдяних гір |  |
| Підлісна                       | вулиця   | Пчілкіне                                                            | |  |
| Підлісна                       | вулиця   | Шабельківка                                                         | |  |
| Якова Підопригори              | вулиця   | Партизанський                                                       | Я. Ф. Підопригора (1917—2006) — командир дивізіону, що обороняв Краматорськ у лютому 1943. До 19/II/2016 Червоних Маршалів. |  |
| Піщаного                       | вулиця   | Соцмісто                                                            | Н. Ф. Піщаний — директор СКМЗ, НКМЗ. До 1985 Піонерська. |  |
| Піщаний                        | провулок | Шабельківка                                                         | |  |
| Плавнів                        | провулок | Біленька                                                            | до кінця 1957 пров. Радгоспний; з початку 1958 вул. Вологодська; до 19/IV/2023 пров. Вологодський |  |
| Планова                        | вулиця   | Іванівка                                                            | до 19/IV/2023 Надії |  |
| Пластова                       | вулиця   | Петрівка                                                            | до 19/IV/2023 Новикова-Прибоя |  |
| Плотинна                       | вулиця   | Ясногірка                                                           | колишня Уляни Громової |  |
| Подлєсного                     | вулиця   | Ясна Поляна                                                         | Підполковник В. А. Подлєсний, командир 243го окремого танкового полку, звільняв Краматорськ у вересні 1943. Після війни жив і працював у Краматорську. |  |
| Подільська                     | вулиця   | Іванівка                                                            | |  |
| Ганни Подольської              | вулиця   | Новий Світ                                                          | Заслужений учитель УРСР Г. Т. Подольська (1898–1990) працювала у школі № 2 на Петровці. До 19/II/2016 VII Конгресу |  |
| Покровська                     | вулиця   | Старе місто                                                         | Поруч розташована Покровська церква. До 19/II/2016 Каширіна. |  |
| Поліська                       | вулиця   | Ясногірка                                                           | до 19/IV/2023 Пермська |  |
| Поліський                      | провулок | Красногірка                                                         | до кінця 1957 вул. Трубна |  |
| Половецький                    | провулок | Софіївка                                                            | до кінця 1957 Радгоспний; 1/I/1958–19/IV/2023 Полоцький |  |
| Полтавська                     | вулиця   | Веселе                                                              | |  |
| Павла Полуботка                | вулиця   | Малотаранівка                                                       | до кінця 1957 пров. Орджонікідзе; 1/I/1958–19/IV/2023 вул. Гур'ївська |  |
| Полярна                        | вулиця   | Поштовий                                                            | до кінця 1957 ПапанІна |  |
| Польова                        | вулиця   | Старе місто                                                         | |  |
| Полярників                     | вулиця   | Іванівка                                                            | до 19/IV/2023 Челюскінців |  |
| Павла Поповича                 | вулиця   | Малотаранівка                                                       | колишня Дунаєвського; до 19/IV/2023 Поповича |  |
| Поштова                        | вулиця   | Поштовий                                                            | |  |
| Поштовий                       | провулок | Ясногірка                                                           | По провулку розташовано поштове відділення 84391. 1/I/1958 (дана назва) — 19/IV/2023 Воркутський |  |
| Поетична                       | вулиця   | Іванівка                                                            | до 19/IV/2023 Тургенєва |  |
| Правди                         | вулиця   | Новий Світ                                                          | |  |
| Престижна                      | вулиця   | Прокатників                                                         | |  |
| Празька                        | вулиця   | Біленька                                                            | до 19/IV/2023 Пензенська |  |
| Привітна                       | вулиця   | Привілля                                                            | до 19/IV/2023 Папаніна |  |
| Привокзальна                   | вулиця   | Поштовий                                                            | |  |
| Примарна                       | вулиця   | Петрівка                                                            | Зникла наприкінці 1980их при будівництві промислової котельні. До 19/IV/2023 Ростовська. |  |
| Марії Приймаченко              | вулиця   | Даманський                                                          | В 2015 на вулиці установлен пам'ятник Марії Приймаченко. До 19/II/2016 Гвардійців-Кантемирівців. 4та гвардійська танкова Кантемирівська дивізія у складі Червоної армії брала участь у звільнені Краматорська від німецьких військ у 1943. Перейменована після участі дивізії у війні проти України в 2014–2015. |  |
| Прилуцька                      | вулиця   | Біленька, Верстатобуд                                               | назва дана з початку 1958 |  |
| Приморська                     | вулиця   | Шабельківка                                                         | |  |
| Прогресивна                    | вулиця   | Артемівське                                                         | |  |
| Проїзна                        | вулиця   | Жовтневе                                                            | |  |
| Петра Прокоповича              | вулиця   | Старе місто                                                         | до 12/VII/2006 Серпухова; 12/VII/2006–19/IV/2023 Серпухівська |  |
| Проліскова                     | вулиця   | Новий Світ                                                          | до 19/IV/2023 Іртишська |  |
| Промениста                     | вулиця   | Артемівське                                                         | до 3/VI/2016 Тевельова |  |
| Промислова                     | вулиця   | Ясна Поляна                                                         | назва з початку 1958 |  |
| Просвіти                       | вулиця   | Красногірка                                                         | до 19/IV/2023 Кутузова |  |
| Прохідний                      | провулок | Жовтневе                                                            | |  |
| Прудний                        | провулок | Городещине                                                          | біля водосховища на р. Бычок |  |
| Олександра Птиці               | вулиця   | Партизанський                                                       | О. Г. Птиця (1949–2022) — краматорський онколог, заслужений лікар України. До 19/IV/2023 Щукіна. |  |
| Івана Пулюя                    | вулиця   | Артемівське                                                         | до 19/IV/2023 Ломоносова |  |
| Пурпурова                      | вулиця   | Привілля                                                            | до 19/IV/2023 Сєченова |  |
| Путівецька                     | вулиця   | Дмитрівка                                                           | Частина дороги О0543 Олександрівка — Краматорськ. До 19/IV/2023 Степна. |  |
| Р                              |          |                                                                     | |  |
| Радісна                        | вулиця   | Ясногірка                                                           | колишня Матросова; до 19/IV/2023 Адлерська |  |
| Райдужна                       | вулиця   | Старе місто                                                         | |  |
| Ранкова                        | вулиця   | Ясногірка                                                           | 1/I/1958 (названа уперше) –19/IV/2023 Купріна |  |
| Реміснича                      | вулиця   | Малотаранівка                                                       | в радянські часи і до 19/IV/2023 Кольцова |  |
| Республіканська                | вулиця   | Малотаранівка                                                       | до 20/I/2016 Радянської Міліції |  |
| Рєпіна                         | вулиця   | Жовтневе                                                            | |  |
| Микити Ржавського              | вулиця   | Артемівське                                                         | Микита Ржавський (1916–1941) — військовий льотчик, Герой Радянського Союзу родом із села поблизу Краматорська Першомар'ївки. |  |
| Миколи Рибалка                 | вулиця   | Даманський                                                          | Микола Рибалко — поет, жив у Краматорську |  |
| Рильського                     | вулиця   | Красноторка                                                         | |  |
| Ринкова                        | вулиця   | Старе місто                                                         | По вулиці розташований Староміський ринок. Тверде покриття з 1953. До 12/I/2016 20 Років Жовтня. |  |
| Різдвяна                       | вулиця   | Новий Світ                                                          | Неподалік розташована церква Різдва Богородиці. До 19/II/2016 Тельмана. |  |
| Річний                         | провулок | Петрівка                                                            | закінчується у річки Казенний Торець |  |
| Робоча                         | вулиця   | Малотаранівка                                                       | |  |
| Робочий                        | провулок | Шабельківка                                                         | |  |
| Ровенська                      | вулиця   | Біленька                                                            | |  |
| Рівненський                    | провулок | Ясногірка                                                           | до кінця 1957 Набережний; 1/I/1958–19/IV/2023 Тамбовський |  |
| Родинна                        | вулиця   | Красноторка                                                         | колишня Пушкіна; до 19/IV/2023 Оренбурзька |  |
| Родникова                      | вулиця   | Біленька                                                            | |  |
| Роздільний                     | провулок | Іванівка                                                            | |  |
| Роздольна                      | вулиця   | Ясногірка                                                           | колишня Артема; до 17/II/2016 Тухачевського |  |
| Розірваних кайданів            | вулиця   | Старе місто, Софіївка                                               | колишня Островського, до 19/IV/2023 Волговська |  |
| Роксолани                      | вулиця   | Софіївка, Старе місто                                               | колишня Радгоспна; до 19/IV/2023 Ставропольська |  |
| Ромена Роллана                 | вулиця   | Новий Світ                                                          | |  |
| Федора Руденка                 | вулиця   | Красногірка                                                         | Ф. С. Руденко (1921–2010) — секретар краматорської «Просвіти». До 19/IV/2023 Новоросійська. |  |
| Руднична                       | вулиця   | Ясна Поляна                                                         | |  |
| Рум'янцева                     | вулиця   | Соцмісто                                                            | М. В. Рум'янцев (1912–1944) — робітник краматорської ТЕЦ, учасник Другої світової війни. До 14/IV/1962 Волховська. |  |
| Софії Русової                  | вулиця   | Ясногірка                                                           | до 3/VI/2016 Марини Раскової |  |
| Шота Руставелі                 | вулиця   | Абазівка                                                            | |  |
| Рушникова                      | вулиця   | Біленька                                                            | до 19/IV/2023 Пугачова |  |
| C                              |          |                                                                     | |  |
| Петра Сагайдачного             | вулиця   | Веселе                                                              | до 19/II/2016 Щаденко |  |
| Садова                         | вулиця   | Семенівка                                                           | |  |
| Саратовський                   | провулок | Жовтневе                                                            | |  |
| Сарматський                    | провулок | Біленька                                                            | до кінця 1957 Червоноармійський, 1/I/1958–19/IV/2023 Курганський |  |
| Сарненський                    | провулок | Красноторка                                                         | Тупік. До 19/IV/2023 Саранський. |  |
| Сахарова                       | вулиця   | Красноторка                                                         | |  |
| Свалявська                     | вулиця   | Новий Світ, Веселе                                                  | до кінця 1957 Шолохова; 1/I/1958–12/VII/2006 пров. Сальський, 12/VII/2006–19/IV/2023 вул. Сальська |  |
| Сватівська                     | вулиця   | Мар'ївка                                                            | до 19/IV/2023 Саратовська |  |
| Савелія Свідерського           | вулиця   | Старе місто                                                         | Герой Радянського Союзу С. А. Свідерський (1905–1977) в 1948–1953 служив військовим комісаром Краматорська і доживав у місті.. Тверде покриття з 1953. До 19/II/2016 Червона Пушка на честь розташованного поруч із цементним заводом «Пушка». |  |
| Світанкова                     | вулиця   | Абазівка                                                            | до 19/II/2016 Ленінградська |  |
| Світла                         | вулиця   | Іванівка                                                            | |  |
| Світлий                        | провулок | Малотаранівка                                                       | |  |
| Надії Світличної               | вулиця   | радгосп Ясногорівський                                              | до 19/IV/2023 Андрія Рубльова |  |
| Світлодарська                  | вулиця   | Малотаранівка                                                       | до 19/IV/2023 Семипалатинська |  |
| Світязький                     | провулок | Ясногірка                                                           | до 19/IV/2023 Ладозький |  |
| Свободи                        | вулиця   | Доменні                                                             | |  |
| Святогірська                   | вулиця   | (Новоселівка) Василівка                                             | до 19/II/2016 Іскри |  |
| Святомиколаївська              | вулиця   | Шабельківка                                                         | По вулиці розташована Свято-Миколаївська церква. Колишня Металістів; до 19/IV/2023 Краснодарська. |  |
| Святославська                  | вулиця   | Дмитрівка                                                           | до 19/IV/2023 Космонавтів |  |
| Севастопольська                | вулиця   | Новий Світ                                                          | |  |
| Селянська                      | вулиця   | Степове                                                             | |  |
| Семенівська                    | вулиця   | (Новоселівка) Василівка                                             | Дорога на Семенівку. До 3/VI/2016 Красіна. |  |
| Петра Сенченка                 | вулиця   | Ясногірка                                                           | П. Р. Сенченко (1913–1986) — повний кавалер Ордена Слави, жив і працював на Ясногірці. До 1958 Свободи, в 1958-1965 Калініна, до 17/II/2016 Вацетіса. |  |
| Сервантеса                     | вулиця   | Новий Світ                                                          | до 19/II/2016 Щорса |  |
| Серпнева                       | вулиця   | Красногірка                                                         | до кінця 1957 Покришкіна; 1/I/1958–19/IV/2023 Макарова |  |
| Сєдова                         | вулиця   | Красногірка                                                         | |  |
| Сиваська                       | провулок | Прокатників                                                         | до кінця 1957 Сільськогосподарський |  |
| Михайла Силаєва                | вулиця   | Партизанський                                                       | М. Д. Силаєв (1909–1989) — засновник театрального руху в Краматорську. Асфальтирована в 1958. До 12/I/2016 Червоної Кінноти. |  |
| Левка Симиренка                | вулиця   | Степове                                                             | до 19/IV/2023 Семеренко |  |
| Сімферопольська                | вулиця   | Жовтневе                                                            | |  |
| Синевирська                    | вулиця   | Біленька, Верстатобуд                                               | до 19/IV/2023 Байкальська |  |
| Олексія Ситенка                | вулиця   | Партизанський                                                       | О. Г. Ситенко — український фізик, зріс у Краматорську. До 19/II/2016 Червоних Партизанів; 19/II/2016—19/IV/2023 Партизанська. |  |
| Сіверська                      | вулиця   | Старе місто                                                         | до 19/II/2016 Рози Люксембург |  |
| Ігоря Сікорського              | провулок | Біленька                                                            | 1/I/1958 (назван уперше) – 19/IV/2023 Кулібіна |  |
| Сільськогосподарська           | вулиця   | Прокатників                                                         | |  |
| Сінна                          | вулиця   | Жовтневе                                                            | |  |
| Івана Сірка                    | вулиця   | Артемівське                                                         | до 19/IV/2023 Громова |  |
| Січневий                       | провулок | Софіївка                                                            | до кінця 1957 IIIго Інтернаціоналу; 1/I/1958–19/IV/2023 Муравйова |  |
| Січових Стрільців              | вулиця   | Соцмісто                                                            | до 19/IV/2023 Білоруська |  |
| Скадовська                     | вулиця   | Красногірка                                                         | до 19/IV/2023 Нахімова |  |
| Скіфська                       | вулиця   | Красногірка                                                         | до 19/IV/2023 Можайського |  |
| Григорія Сковороди             | вулиця   | Жовтневе                                                            | до 12/I/2016 Дзержинського |  |
| Мирослава Скорика              | вулиця   | Прокатників                                                         | до кінця 1957 Кагановича; 1/I/1958–1958–19/IV/2023 Верещагіна |  |
| Скрягівський                   | провулок | Шабельківка                                                         | до кінця 1957 Шевченка; 1/I/1958–19/IV/2023 Красноводський |  |
| Василя Сліпака                 | провулок | Жовтневе                                                            | до 1957 Шкільний; 1/I/1958–19/IV/2023 Блінова |  |
| Слобідська                     | вулиця   | Біленька                                                            | до 19/IV/2023 Читинська |  |
| Слобожанська                   | вулиця   | Абазівка                                                            | до 19/II/2016 Потьомкіна |  |
| Словацька                      | вулиця   | Красногірка                                                         | до 19/IV/2023 Смоленська |  |
| Слов'янська                    | вулиця   | Петрівка                                                            | спершу дорога в Слов'янськ |  |
| Слов'янський                   | провулок | Петрівка                                                            | |  |
| Слюсарний                      | провулок | Новий Світ, Петрівка                                                | |  |
| Смарагдова                     | вулиця   | Жовтневе                                                            | до 12/I/2016 Ворошилова |  |
| Смерекова                      | вулиця   | Жовтневе                                                            | До кінця 1957 пров. Проїздний. 1/I/1958—3/VI/2016 вул. Чикериса. Ф. З. Чикирис — краматорський революціонер-більшовик. 3/VI/2016–19/IV/2023 Ясна. |  |
| Смілянська                     | вулиця   | Біленька                                                            | колишня Пушкіна; до 19/IV/2023 Новосибірська |  |
| Соборна                        | вулиця   | Біленька                                                            | |  |
| Соборності                     | вулиця   | Петрівка                                                            | до 19/IV/2023 Московська |  |
| Сокіл-Джури                    | вулиця   | Старе місто                                                         | до 19/IV/2023 Ціолковського |  |
| Соколина                       | вулиця   | Красногірка                                                         | колишня Радгоспна; до 19/IV/2023 Мордовська |  |
| Соледарська                    | вулиця   | Красноторка                                                         | до 19/IV/2023 Карбишева |  |
| Солов'їна                      | вулиця   | Шабельківка                                                         | |  |
| Анатолія Солов'яненка          | вулиця   | Красногірка                                                         | до 12/I/2016 50 Років ВЛКСМ |  |
| Сонячна                        | вулиця   | Красногірка                                                         | |  |
| Сонячна                        | вулиця   | Шабельківка                                                         | |  |
| Соняшникова                    | вулиця   | Артемівське                                                         | до 19/IV/2023 Заломова |  |
| Сорочинський                   | провулок | Жовтневе                                                            | Тупік. До кінця 1957 Сінний; 1/I/1958–19/IV/2023 Со́рмовський. |  |
| Володимира Сосюри              | вулиця   | Веселе                                                              | до кінця 1957 Белякова; 1/I/1958–19/IV/2023 Біломорська |  |
| Софіївська                     | вулиця   | Біленька                                                            | до 3/VI/2016 Ульянівська |  |
| Софіївська                     | вулиця   | Софіївка                                                            | |  |
| Сохрякова                      | провулок | Іванівка                                                            | старший лейтенант І. Ф. Сохряков (1918–1943) — учасник звільненя міста в 1943 |  |
| Спаська                        | вулиця   | Алісівка                                                            | до 19/IV/2023 Дружби |  |
| Спортивна                      | вулиця   | Старе місто                                                         | |  |
| Срібна                         | вулиця   | Жовтневе                                                            | до 19/IV/2023 Орловська |  |
| Старицького                    | вулиця   | Ясногірка                                                           | колишня Тюленіна |  |
| Старобельська                  | вулиця   | Іванівка                                                            | колишня Виноградна |  |
| Старогородська                 | вулиця   | Старе місто, Жовтневе                                               | до 19/II/2016 Союзна |  |
| Старополянська                 | вулиця   | Ясна Поляна                                                         | до 19/IV/2023 Даргомизького |  |
| Старопетрівська                | вулиця   | Петрівка                                                            | Зникла наприкінці 1980-х при будівництві промислової котельні. До 19/II/2016 Каховка. |  |
| Степова                        | вулиця   | Іванівка                                                            | |  |
| Степовий                       | провулок | Красноторка                                                         | |  |
| Стефанії                       | вулиця   | Новий Світ                                                          | до 19/IV/2023 Мічуріна |  |
| Стратосферна                   | вулиця   | Абазівка                                                            | |  |
| Стрийська                      | вулиця   | Біленька, Верстатобуд                                               | колишня Радгоспна; до 19/IV/2023 Сахалінська |  |
| Стрімкий                       | провулок | Красноторка                                                         | колишній Тихий; до 19/IV/2023 Ташкентський |  |
| Студентська                    | вулиця   | Старе місто                                                         | По вулиці розташован машинобудівний коледж. До 19 февраля 2016 Юних Ленінців. |  |
| Богдана Ступки                 | вулиця   | Привілля                                                            | до 19/IV/2023 Стрельникова |  |
| Василя Стуса                   | вулиця   | Соцмісто                                                            | Асфальтована в 1959. Соціалістична (до 19/II/2016) — центральна вулиця «соціалістичного» міста, що будувалося з 1930х. |  |
| Івана Сулими                   | вулиця   | Красногірка                                                         | до 19/IV/2023 Амурська |  |
| Сумська                        | вулиця   | Іванівка                                                            | |  |
| Сунична                        | вулиця   | Жовтневе                                                            | до 19/IV/2023 Місцепрому (скорочено від місцева промисловість) |  |
| Сухумська                      | вулиця   | 3я Олександрівка                                                    | колишня Пушкіна |  |
| Східна                         | вулиця   | Веселе                                                              | |  |
| Східний                        | провулок | Біленька                                                            | до 19/IV/2023 Тайшетський |  |
| Т                              |          |                                                                     | |  |
| Таврійська                     | вулиця   | Новий Світ                                                          | до 19/IV/2023 Загірська |  |
| Таджицька                      | вулиця   | Біленька                                                            | колишня Транспортна |  |
| Танкістів                      | вулиця   | Красногірка                                                         | Частина дороги Слов'янськ — Маріюпіль Н20. Названа на честь 50го танкового батальйону, що брав учвсть у боях за Краматорськ на цьому місці. |  |
| Степана Таранова               | вулиця   | Прокатників                                                         | Степан Таранов — поміщик, засновник поселення на місці вулиці, одного з перших на території Краматорська. До 19/II/2016 Бабушкіна. Ю. А. Бабушкін — російський революційний діяч, у 1897 зупинявся в Краматорській. |  |
| Тараса Бульби                  | вулиця   | Веселе                                                              | до 19/IV/2023 Тимирязєва |  |
| Тарна                          | вулиця   | Жовтневе                                                            | |  |
| Тбіліська                      | вулиця   | Красногірка                                                         | |  |
| Творча                         | вулиця   | Іванівка                                                            | до 19/IV/2023 Самарська |  |
| Театральна                     | вулиця   | Жовтневе                                                            | До 19/IV/2023 Годуванцева. М. С. Гудованцев (1909–1938) — радянський повітроплавець, що брав участь у знятті папанінців з крижини (1938). |  |
| Олени Теліги                   | вулиця   | Артемівське                                                         | до кінця 1957 Байдукова, 1/I/1958–19/IV/2023 Башкирська |  |
| Теплична                       | вулиця   | радгосп Ясногорівський                                              | |  |
| Терновий                       | провулок | Шабельківка                                                         | |  |
| Тернопільська                  | вулиця   | Ясна Поляна                                                         | |  |
| Тираспільський                 | провулок | Доменні                                                             | до кінця 1957 Адміністративний |  |
| Тиха                           | вулиця   | Ясногірка                                                           | Розташована поблизу залізниці і шляхопровода. До 19/IV/2023 Буйко. |  |
| Тихий                          | провулок | Шабельківка                                                         | |  |
| Олекси Тихого                  | вулиця   | Новий Світ, Петрівка, Соцмісто, Верстатобуд, радгосп Ясногорівський | Олекса Тихий — уродженець Дружківки, дисидент, участник Української Гельсинської групи. 1/I/1958—19/II/2016 — Орджонікідзе. Серго Орджонікідзе організовував будівництво НКМЗ, який розташований уздовж вулиці. До кінця 1957 шосе Слов'янськ — Костянтинівка, нині частина дороги Слов'янськ — Маріюпіль Н20. Ділянки цієї дороги у Слов'янську, Дружківці, Олексієво-Дружківці та Костянтинівці також названі вулицею Олекси Тихого. |  |
| Тичини                         | вулиця   | Степове                                                             | |  |
| Ганни Тищенко                  | вулиця   | Старе місто, Жовтневе                                               | Г. І. Тищенко (1910–1997) — провідний інженер НКМЗ, герой соціалістичної праці. До 12/I/2016 Комсомольська. |  |
| Тіниста                        | вулиця   | Іванівка                                                            | |  |
| Тополина                       | вулиця   | Степове                                                             | |  |
| Тополиний                      | провулок | Біленька                                                            | колишній Колхозный |  |
| Торговельна                    | вулиця   | Біленька                                                            | Упирається в ринок. До 19/IV/2023 Барнаульська. |  |
| Торецька                       | вулиця   | Красноторка                                                         | уздовж річки Казенний Торець |  |
| Торський                       | провулок | Партизанський                                                       | Тор — фортеця, з якої з'явилось місто Слов'янськ. До кінця 1957 Залізняка; 1/I/1958–19/IV/2023 Орський. До Орську в 1941 був евакуйований НКМЗ. |  |
| Торські дачі                   | вулиця   | Шабельківка                                                         | до 19/IV/2023 40 років ВЛКСМ |  |
| Травнева                       | вулиця   | Іванівка                                                            | |  |
| Трактористів                   | вулиця   | Степове                                                             | |  |
| Транспортна                    | вулиця   | Соцмісто                                                            | західна (початкова) частина — колишня вул. Ватутіна |  |
| Трембіти                       | вулиця   | Біленька                                                            | до 19/IV/2023 Челябінська |  |
| Трипільська                    | вулиця   | Іванівка                                                            | до кінця 1957 Залізнична (розташована уздовж залізниці), 1/I/1958–19/IV/2023 Брестская |  |
| Тріумфальна                    | вулиця   | Старе місто                                                         | «Тріумф» — кінотеатр на вулиці, пізніше перейменований на честь Луначарського (згорів у 1964). В 1933—12/I/2016 Луначарського. |  |
| Тростянецька                   | вулиця   | Жовтневе                                                            | до 19/IV/2023 Тверська |  |
| Трудовий                       | провулок | Іванівка                                                            | |  |
| Трускавецька                   | вулиця   | Ясногірка                                                           | колишня О. Кошового; до 19/IV/2023 Кисловодська |  |
| Трьохгірна                     | вулиця   | Жовтневе                                                            | назва дана з початку 1958 |  |
| Тульчинська                    | вулиця   | Жовтневе                                                            | до 19/IV/2023 Тульська |  |
| Тупіковий                      | провулок | Петрівка                                                            | |  |
| Тячівський                     | провулок | Малотаранівка                                                       | Тупік. До 19/IV/2023 Тюменський. |  |
| У                              |          |                                                                     | |  |
| Ударна                         | вулиця   | Василівська Пустош                                                  | |  |
| Ужгородський                   | провулок | Ясна Поляна                                                         | до кінця 1957 Тарнопольський |  |
| Українська                     | вулиця   | Малотаранівка                                                       | колишня Залізнічна (розташована вздовж залізниці); до 20/I/2016 Командарма Федько |  |
| Український                    | провулок | Новий Світ                                                          | до кінця 1957 Лікарський |  |
| Уманська                       | вулиця   | (Новоселівка) Василівка                                             | |  |
| Урожайна                       | вулиця   | Іванівка                                                            | |  |
| Успішна                        | вулиця   | Пчілкіне                                                            | до 20/I/2016 Стаханівська |  |
| Учительська                    | вулиця   | Малотаранівка                                                       | Неподалік розташована школа № 13. До 20/I/2016 «Аврори». |  |
| Ф                              |          |                                                                     | |  |
| Файна                          | вулиця   | Біленька                                                            | до 19/IV/2023 Камська |  |
| Фастівська                     | вулиця   | Абазівка                                                            | до 19/IV/2023 Ферганська |  |
| Івана Федоро́вича               | вулиця   | Шабельківка                                                         | до 19/IV/2023 Шаталова |  |
| Ферганська                     | вулиця   | Верстатобуд                                                         | назва дана з початку 1958 |  |
| Фермерська                     | вулиця   | Шабельківка                                                         | |  |
| Філатова                       | вулиця   | Мар'ївка                                                            | до кінця 1957 Федорова |  |
| Фінська                        | вулиця   | Ясногірка                                                           | колишня Маяковського, до 19/IV/2023 Карельська |  |
| Фіолетова                      | вулиця   | Партизанський                                                       | до 19/II/2016 Фіолетова |  |
| Флотська                       | вулиця   | Мар'ївка                                                            | до 19/II/2016 Червонофлотська |  |
| Франка                         | вулиця   | Шабельківка                                                         | до кінця 1957 Хрущова |  |
| Фруктова                       | вулиця   | Партизанський                                                       | Тупік. До 19/II/2016 Фурманова. |  |
| Юліуса Фучика                  | вулиця   | Мар'ївка                                                            | |  |
| Х                              |          |                                                                     | |  |
| Харківська                     | вулиця   | Абазівка                                                            | |  |
| Миколи Хвильового              | вулиця   | Пчілкіне                                                            | до 19/IV/2023 Смирнова |  |
| Хвойна                         | вулиця   | Красногірка                                                         | до 19/IV/2023 Невська |  |
| Херсонська                     | вулиця   | Ясногірка                                                           | колишня Чкалова |  |
| Хлібодарний                    | провулок | Біленька                                                            | до 19/IV/2023 Земнухова |  |
| Богдана Хмельницького          | вулиця   | Соцмісто                                                            | |  |
| Холодноярська                  | вулиця   | Семенівка                                                           | до 19/IV/2023 Кооперативна |  |
| Хортицька                      | вулиця   | Біленька, Лазурний                                                  | колишня Фрунзе; до 19/IV/2023 Хабаровська |  |
| Людмили Хохленко               | вулиця   | Жовтневе                                                            | Л. І. Хохленко (1919–2005) — учительница, почесна громадянка Краматорська, кавалер ордена Леніна. До 12/I/2016 Комуністична. |  |
| Ц                              |          |                                                                     | |  |
| Цегельна                       | вулиця   | Прокатників                                                         | до кінця 1957 Стахановська; 1/I/1958–19/IV/2023 Солікамська |  |
| Лонгина Цегельського           | вулиця   | Жовтневе                                                            | до 19/IV/2023 Акмолінська |  |
| Цементників                    | вулиця   | Старе місто                                                         | поблизу цементного заводу |  |
| Центральна                     | вулиця   | Новий Світ, Веселе                                                  | колишня Трамвайна |  |
| Квітки Цісик                   | вулиця   | Семенівка                                                           | до 19/IV/2023 Клубна |  |
| Ч                              |          |                                                                     | |  |
| Часов'ярська                   | вулиця   | Артемівське                                                         | Проходит вдоль залізниці на Часів Яр. До 19/II/2016 Ілліча. |  |
| Червона                        | вулиця   | Малотаранівка                                                       | до кінця 1957 Калініна |  |
| Червона Рута                   | вулиця   | Жовтневе                                                            | до 3/VI/2016 26 Бакінських Комісарів |  |
| Червона Скала                  | вулиця   | Жовтневе                                                            | |  |
| Червоний                       | провулок | Малотаранівка                                                       | тупік |  |
| Червоної калини                | вулиця   | Веселе                                                              | колишня Єжова; до 19/IV/2023 Олега Кошового |  |
| Черкаська                      | вулиця   | Красногірка                                                         | |  |
| Чернівецька                    | вулиця   | Шабельківка                                                         | до III/1966 Чапаєва |  |
| Чернігівська                   | вулиця   | Красногірка                                                         | |  |
| Чернігівський                  | провулок | Біленька                                                            | до кінця 1957 Радгоспний; 1/I/1958–1958–19/IV/2023 Гродненський |  |
| Чорнобаївська                  | вулиця   | Красногірка                                                         | до 19/IV/2023 Зої Космодем'янської |  |
| Чорнобривців                   | вулиця   | Дмитрівка                                                           | до 19/IV/2023 Сєвєрна |  |
| В'ячеслава Чорновола           | вулиця   | Соцмісто                                                            | до 19/IV/2023 Маяковського |  |
| Чорноморська                   | вулиця   | Красногірка                                                         | |  |
| Степана Чубенка                | вулиця   | Соцмісто                                                            | Степан Чубенко — краматорський футболіст, убитий проросійськими терористами за українську позицію. До 19/IV/2023 Уральська. |  |
| Павла Чубинського              | вулиця   | Красногірка                                                         | до 19/II/2016 Куйбишева |  |
| Чугуївська                     | вулиця   | Малотаранівка                                                       | колишня Чапаєва; до 19/IV/2023 Чуваська |  |
| Чумацька                       | вулиця   | Красногірка                                                         | до 19/IV/2023 Кронштадтська |  |
| Чумацький                      | шлях     | Шабельківка                                                         | |  |
| Марусі Чурай                   | вулиця   | Артемівське                                                         | до 19/IV/2023 Менделєєва |  |
| Чучупалова                     | вулиця   | Малотаранівка                                                       | До 2005 Волкова. В. А. Чучупалов (1929–2004) — директор радгоспа Орджонікідзе, голова Красноторської селищної ради в 1998–2004. |  |
| Ш                              |          |                                                                     | |  |
| Шабельківська                  | вулиця   | Шабельківка                                                         | |  |
| Микити Шаповала                | вулиця   | Прокатників                                                         | до кінця 1957 Каманіна; 1/I/1958–19/IV/2023 Тагільська |  |
| Шарабана                       | вулиця   | Іванівка                                                            | М. І. Шарабан (1875—1920) — председатель першої іванівської сільради. До 11/X/1967 Середня. |  |
| Шахтарська                     | вулиця   | Артемівське                                                         | |  |
| Шевченка                       | вулиця   | Шабельківка                                                         | |  |
| Валентина Шеймана              | вулиця   | Соцмісто                                                            | В. М. Шейман — краматорський учитель фізики, новатор. До 19/II/2016 Карпінського. О. П. Карпінський (1847–1936) — геолог, що серед инших вивчав горні породи в Слов'янську. |  |
| Шекспіра                       | вулиця   | Новий Світ                                                          | до 19/II/2016 Литвинова |  |
| Шепетівський                   | провулок | Іванівка                                                            | |  |
| Широка                         | вулиця   | Василівська Пустош                                                  | |  |
| Шиферна                        | вулиця   | Старе місто                                                         | на честь краматорського шиферного заводу |  |
| Шкільна                        | вулиця   | Старе місто, Жовтневе                                               | Частина доріг Т 0514 Лиман — Добропілля і О0543 Олександрівка — Краматорськ. У 1907 по вулиці побудована школа (зруйнована у 1943). |  |
| Шкуріна                        | вулиця   | Городещине                                                          | Молодший лейтенант льотчик К. І. Шкурін загинув у боях за Краматорськ у лютому 1943. |  |
| Шлакова                        | вулиця   | Петрівка                                                            | поблизу Шлакової гори |  |
| Шляхетна                       | вулиця   | Біленька                                                            | В елітному районі. До 19/IV/2023 Райкіна. |  |
| Шовковична                     | вулиця   | Старе місто                                                         | до 19/IV/2023 Леваневського |  |
| Щ                              |          |                                                                     | |  |
| Щаслива                        | вулиця   | Пчілкіне                                                            | до 20/I/2016 Кржижанівського |  |
| Ю                              |          |                                                                     | |  |
| Ювілейна                       | вулиця   | Соцмісто, Даманський                                                | на честь 50-річчя Жовтневої революції |  |
| Джона Юза                      | провулок | Іванівка                                                            | Джон Юз — «засновник» міста Донецьк. До 19/IV/2023 Робочий. |  |
| Юзівська                       | вулиця   | Ясногірка                                                           | до 17/II/2016 Бонівура |  |
| Юнацька                        | вулиця   | Малотаранівка                                                       | до 20/I/2016 Юних Комунарів |  |
| Я                              |          |                                                                     | |  |
| Яблунева                       | вулиця   | Жовтневе                                                            | 1/I/1958—19/II/2016 Карла Лібкнехта |  |
| Ягідна                         | вулиця   | Шабельківка                                                         | до 19/IV/2023 Дибленка |  |
| Ялинкова                       | вулиця   | Красноторка                                                         | колишня Набережна; до 19/IV/2023 Карагандинська |  |
| Ялтинська                      | вулиця   | Жовтневе                                                            | |  |
| Юрія Яновського                | вулиця   | Степове                                                             | до 19/IV/2023 Вільямса |  |
| Ярова                          | вулиця   | Шабельківка                                                         | колишня Танкістів; далі Рудзутака |  |
| Ярослава Мудрого               | вулиця   | Соцмісто                                                            | до 1952 Вишинського; у 1952—12/I/2016 XIX Партз'їзду |  |
| Ясна                           | вулиця   | Красноторка                                                         | до 20/I/2016 Кузнецова |  |
| Ясногорівська                  | вулиця   | Доменні                                                             | дорога на Ясногірку |  |
| Яснополянська                  | вулиця   | Ясна Поляна                                                         | колишня Менжинського |  |

## Див.  також
- Пам'ятки Краматорська